# ФК «Манчестер Юнайтед» в сезоне 2021/2022
Сезон 2021/22 — 30-й сезон для «Манчестер Юнайтед» в Премьер-лиге, а также 47-й подряд сезон, который клуб провёл в высшем дивизионе английского футбола.
Перед началом сезона у команды изменился главный спонсор: вместо Chevrolet на футболках появился логотип TeamViewer.
По результатам летнего трансферного окна игроками «Юнайтед» стали вратарь Том Хитон, вингер Джейдон Санчо, центральный защитник Рафаэль Варан и нападающий Криштиану Роналду, который по итогам сезона стал лучшим бомбардиром команды в Премьер-лиге и Лиге чемпионов, а также получил Приз сэра Мэтта Басби лучшему игроку года.
21 ноября 2021 года главный тренер команды Уле Гуннар Сульшер был уволен после поражения от «Уотфорда» со счётом 1:4. Перед этим команда выиграла только один из семи последних матчей в Премьер-лиге. Временным исполняющим обязанности главного тренера был назначен Майкл Каррик, под руководством которого команда провела три матча. 29 ноября было объявлено о назначении немецкого специалиста Ральфа Рангника временным главным тренером «Манчестер Юнайтед» до окончания сезона.
В этом сезоне у «Манчестер Юнайтед» сменился исполнительный директор: Эд Вудворд должен был покинуть эту должность до конца 2021 года. 1 февраля 2022 года новым исполнительным директором «Манчестер Юнайтед» стал Ричард Арнолд.
В Премьер-лиге «Манчестер Юнайтед» занял шестое место.  В Лиге чемпионов команда дошла до стадии 1/8 финала. Из розыгрыша Кубка Английской футбольной лиги «Юнайтед» выбыл в третьем раунде, из Кубка Англии — в четвёртом раунде.

## Клуб

### Тренерский штаб
| Должность                               | Имя                                                  |
| --------------------------------------- | ---------------------------------------------------- |
| Главный тренер                          | Уле Гуннар Сульшер (до 21 ноября 2021)               |
| Главный тренер                          | Майкл Каррик (и. о.) (с 21 ноября по 2 декабря 2021) |
| Главный тренер                          | Ральф Рангник (врем.) (с 3 декабря 2021)             |
| Ассистент главного тренера              | Майкл Каррик (до 21 ноября 2021)                     |
| Ассистент главного тренера              | Майк Филан                                           |
| Ассистент главного тренера              | Крис Армас (c 7 декабря 2021)                        |
| Тренер первой команды                   | Киран Маккенна (до 16 декабря 2021)                  |
| Главный тренер команды до 23 лет        | Нил Вуд                                              |
| Ассистент гл. тренера команды до 23 лет | Нил Райан                                            |
| Главный тренер команды до 18 лет        | Трэвис Биннион                                       |
| Ассистент гл. тренера команды до 18 лет | Колин Литтл                                          |

### Форма
Поставщиком формы для команды начиная с сезона 2015/16 является немецкий производитель спортивных товаров adidas. Титульным спонсором с начала сезона 2021/22 стала компания TeamViewer.
Комплект домашней формы на сезон 2021/22 был представлен 15 июля 2021 года: красные футболки с логотипом adidas белого цвета, эмблемой клуба и логотипом нового титульного спонсора команды, компании TeamViewer, также белого цвета; на плечах — традиционные вертикальные полосы adidas белого цвета, ниже на плечах — логотип ещё одного спонсора, компании Kohler; белые шорты с красными вертикальными полосами и чёрные гетры с бело-красными горизонтальными полосками. На внутренней стороне воротника нанесена надпись: Youth Courage Success (в переводе: «Молодость, мужество, успех»). Дизайн формы «вдохновлён» домашней формой «Манчестер Юнайтед» 1960-х годов, которую носили такие игроки как Джордж Бест, сэр Бобби Чарльтон и Денис Лоу.
Комплект выездной формы на сезон 2021/22 был представлен 30 июля 2021 года: белые футболки с голубым принтом, эмблемой клуба, логотипами adidas, TeamViewer и Kohler красного цвета, на плечах — традиционные вертикальные полосы adidas красного цвета; синие шорты с красными вертикальными полосками и белые гетры с красными горизонтальными полосками. Дизайн футболок является отсылкой к гостевой форме с принтом в виде синих «снежинок», которая использовалась в сезонах 1990/91 и 1991/92.
Комплект третьей формы на сезон 2021/22 был представлен 12 августа 2021 года: синие футболки с принтом чёрного и оттенков синего и голубого цвета, логотипом клуба, логотипами adidas, TeamViewer и Kohler жёлтого цвета, на плечах — традиционные вертикальные полосы adidas жёлтого цвета; чёрные шорты с жёлтыми вертикальными полосками и чёрные гетры с жёлтыми горизонтальными полосками. Дизайн футболок является отсылкой к гостевой форме чёрного цвета, которая использовалась в сезоне 1993/94.
Домашняя форма
| Домашняя · 0 | Домашняя · (версия 2) | Домашняя · (версия 3) | Домашняя · (версия 4) |

Выездная форма
| Выездная · 0 | Выездная · (версия 2) | Выездная · (версия 3) |

Резервная форма
| Резервная · 0 | Резервная · (версия 2) | Резервная · (версия 3) |

Вратарская форма
| Основная · 0 | Основная · (версия 2) | Вторая форма | Третья форма · 0 |

## Перед началом сезона
| Источник        | Место |
| --------------- | ----- |
| BBC Sport       | 2-е   |
| The Guardian    | 2-е   |
| The Independent | 4-е   |
| Eurosport       | 3-е   |
| CBS Sports      | 3-е   |

В предыдущем сезоне «Юнайтед» занял 2-е место в чемпионате и проиграл в финале Лиги Европы. Несмотря на отсутствие выигранных трофеев, главному тренеру Уле Гуннару Сульшеру был предложен новый контракт до 2024 года, который он подписал в июле 2021 года. Норвежский тренер так сформулировал цели на сезон: «Мы хотим быть успешными. Мы хотим начать выигрывать трофеи и мы заложили для этого основу... основу как на тренировочном поле, так и на трансферном рынке».
Первым приобретением «Юнайтед» в летнее трансферное окно стал опытный вратарь Том Хитон, перешедший в клуб в качестве свободного агента. 23 июля был завершён трансфер вингера Джейдона Санчо из «Боруссии Дортмунд» за 73 млн фунтов. 14 августа «красные дьяволы» объявили о том, что центральный защитник Рафаэль Варан перешёл в команду из клуба «Реал Мадрид». В последний день летнего трансферного окна в команду перешёл Криштиану Роналду, ранее выступавший за «Юнайтед» с 2003 по 2009 год.
Ряд игроков покинул команду в качестве свободных агентов — в основном, это были игроки молодёжной команды. Единственным игроком основного состава, покинувшим команду, стал Дэниел Джеймс, проданный в «Лидс Юнайтед» за 25 млн фунтов.

## Предсезонные и товарищеские матчи
| 18 июля 2021 Товарищеский матч | Дерби Каунти      | 1:2     | Манчестер Юнайтед          | Дерби, Дербишир       |
| 13:00 BST | Казим-Ричардс 70′ | (отчёт) | - Чонг 18′ - Пельистри 59′ | Стадион: «Прайд Парк» |
| Манчестер Юнайтед: Хитон (Грант, 46'), Уан-Биссака (Галбрейт, 46'), Туанзебе (Фиш, 61'), Менги (Бернард, 61'), Уильямс (Теллес, 46'), Гарнер (Матич, 46'), Левитт (Перейра, 46'), Чонг (Пельистри, 46'), Мата (Лингард, 46'), Эланга (Шоретире, 46'), Гринвуд (Хьюгилл, 46' (Межбри, 79')) |                   |         |                            |                       |

| 24 июля 2021 Товарищеский матч | Куинз Парк Рейнджерс                      | 4:2     | Манчестер Юнайтед         | Лондон                                   |
| 15:00 BST | - Остин 7′ - Дайкс 53′ 59′ - Одубаджо 58′ | (отчёт) | - Лингард 3′ - Эланга 73′ | Стадион: «Лофтус Роуд» Судья: Гэвин Уорд |
| Манчестер Юнайтед: Хитон (Грант, 46'), Уан-Биссака (Галбрейт, 65'), Менги (Бернард, 79'), Туанзебе (Фиш, 79'), Уильямс (Хьюгилл, 79'), Перейра (Левитт, 65'), Матич (Гарнер, 46'), Пельистри (Мата, 46'), Лингард (Межбри, 65'), Джеймс (Эланга, 46'), Гринвуд (Шоретире, 65') |                                           |         |                           |                                          |

| 28 июля 2021 Товарищеский матч | Манчестер Юнайтед          | 2:2     | Брентфорд                 | Манчестер               |
| 20:00 BST | - Эланга 12′ - Перейра 50′ | (отчёт) | - Баптист 20′ - Мбемо 78′ | Стадион: «Олд Траффорд» |
| Манчестер Юнайтед: Хитон, Уан-Биссака, Туанзебе, Менги, Уильямс (Дало, 45'), Перейра (Гарнер, 61'), Матич (Межбри, 75'), Мата (Пельистри, 61'), Лингард (ван де Бек, 75'), Эланга (Джеймс, 61'), Гринвуд (Шоретире, 75') |                            |         |                           |                         |

| 31 июля 2021 Товарищеский матч | Престон Норт Энд | матч отменён | Манчестер Юнайтед | Престон, Ланкашир  |
| 14:00 BST                      |                  |              |                   | Стадион: «Дипдейл» |

| 7 августа 2021 Товарищеский матч | Манчестер Юнайтед                                       | 4:0     | Эвертон | Манчестер                                |
| 17:00 BST | - Гринвуд 8′ - Магуайр 15′ - Фернандеш 29′ - Дало 90+2′ | (отчёт) |         | Стадион: «Олд Траффорд» Зрителей: 55 000 |
| Манчестер Юнайтед: де Хеа, Уан-Биссака (Дало, 60'), Линделёф (Туанзебе, 60'), Магуайр (Гарнер, 69'), Шоу (Уильямс, 60'), Матич (Фред, 46'), ван де Бек (Погба, 46'), Гринвуд, Фернандес (Перейра, 60'), Джеймс (Мактоминей, 69'), Марсьяль (Мата, 46') |                                                         |         |         |                                          |

| 17 августа 2021 Товарищеский матч | Манчестер Юнайтед           | 3:1     | Бернли | Манчестер                             |
| | - Марсьяль - Лингард - Фред | (отчёт) | Леннон | Стадион: «Олд Траффорд» Зрителей: нет |
| Манчестер Юнайтед: Первый тайм: Хитон, Дало, Байи, Магуайр, Уильямс, Матич, ван де Бек, Мата, Лингард, Санчо, Марсьяль Вышли на замену во втором тайме: Линделёф, Фред, Джонс, Погба, Гринвуд, Фернандеш, Джеймс, Шоу, Уан-Биссака, Гарнер, Межбри |                             |         |        |                                       |

1. ↑  Товарищеский матч против «Престон Норт Энд» был отменён из-за выявления позитивных тестов на COVID-19 в команде «Манчестер Юнайтед»[25].
2. ↑  Товарищеский матч против «Бернли» прошёл за закрытыми дверями.

## Обзор участия в турнирах
| Турнир                            | Первый матч      | Последний матч   | Стартовый раунд | Финальная позиция  | Показатели | Показатели | Показатели | Показатели | Показатели | Показатели | Показатели | Показатели |
| Турнир                            | Первый матч      | Последний матч   | Стартовый раунд | Финальная позиция  | И          | В          | Н          | П          | МЗ         | МП         | РМ         | % побед    |
| --------------------------------- | ---------------- | ---------------- | --------------- | ------------------ | ---------- | ---------- | ---------- | ---------- | ---------- | ---------- | ---------- | ---------- |
| Премьер-лига                      | 14 августа 2021  | 22 мая           | 1 тур           | 6-е место          | 38         | 16         | 10         | 12         | 57         | 57         | +0         | 042,11     |
| Кубок Англии                      | 10 января 2022   | 4 февраля 2022   | Третий раунд    | Четвёртый раунд    | 2          | 1          | 1          | 0          | 2          | 1          | +1         | 050,00     |
| Кубок Английской футбольной лиги  | 22 сентября 2021 | 22 сентября 2021 | Третий раунд    | Третий раунд       | 1          | 0          | 0          | 1          | 0          | 1          | −1         | 000,00     |
| Лига чемпионов УЕФА               | 14 сентября 2021 | 15 марта 2022    | Групповой этап  | 1/8 финала         | 8          | 3          | 3          | 2          | 12         | 10         | +2         | 037,50     |
| Премьер-лига 2                    | 15 августа 2021  | 1 мая 2022       | 1 тур           | 6-е место          | 26         | 11         | 6          | 9          | 46         | 43         | +3         | 042,31     |
| Трофей Английской футбольной лиги | 24 августа 2021  | 13 октября 2021  | Групповой этап  | 3-е место в группе | 3          | 1          | 0          | 2          | 6          | 5          | +1         | 033,33     |
| Юношеская лига УЕФА               | 14 сентября 2021 | 1 марта 2022     | Групповой этап  | 1/8 финала         | 7          | 5          | 1          | 1          | 14         | 11         | +3         | 071,43     |
| Премьер-лига (до 18 лет)          | 14 августа 2021  | 14 мая 2022      | 1 тур           | 3-е место          | 26         | 11         | 9          | 6          | 58         | 47         | +11        | 042,31     |
| Молодёжный кубок Англии           | 13 декабря 2021  | 11 мая 2022      | 3 раунд         | Победитель         | 6          | 6          | 0          | 0          | 19         | 6          | +13        | 100,00     |
| Итого                             | Итого            | Итого            | Итого           | Итого              | 117        | 54         | 30         | 33         | 214        | 181        | +33        | 046,15     |

Обновлено: 22 мая 2022 года

## Премьер-лига
Календарь матчей Премьер-лиги сезона 2021/22 был опубликован 16 июня 2021 года. «Манчестер Юнайтед» начал сезон домашней игрой против «Лидс Юнайтед» и завершил выездной игрой против «Кристал Пэлас».

### Турнирная таблица
| Поз | Команда           | И  | В  | Н  | П  | МЗ | МП | РМ  | О  | Квалификация или выбывание           |
| --- | ----------------- | -- | -- | -- | -- | -- | -- | --- | -- | ------------------------------------ |
| 4   | Тоттенхэм Хотспур | 38 | 22 | 5  | 11 | 69 | 40 | +29 | 71 | Групповой этап Лиги чемпионов УЕФА   |
| 5   | Арсенал           | 38 | 22 | 3  | 13 | 61 | 48 | +13 | 69 | Групповой этап Лиги Европы УЕФА      |
| 6   | Манчестер Юнайтед | 38 | 16 | 10 | 12 | 57 | 57 | 0   | 58 | Групповой этап Лиги Европы УЕФА      |
| 7   | Вест Хэм Юнайтед  | 38 | 16 | 8  | 14 | 60 | 51 | +9  | 56 | Раунд плей-офф Лиги конференций УЕФА |
| 8   | Лестер Сити       | 38 | 14 | 10 | 14 | 61 | 59 | +2  | 52 |                                      |

1. ↑  Так как победитель Кубка Англии («Ливерпуль») квалифицировался в Лигу чемпионов УЕФА на основании своей позиции в лиге, путёвка в Лигу Европы УЕФА от победителя Кубка Англии перешла к команде, занявшей шестое место.
2. ↑  Так как победитель Кубка Английской футбольной лиги («Ливерпуль») квалифицировался в Лигу чемпионов УЕФА на основании своей позиции в лиге, путёвка в Лигу конференций УЕФА от победителя Кубка Английской футбольной лиги перешла к команде, занявшей седьмое место.

### Результаты по турам
| Тур   | 01 | 02 | 03 | 04 | 05 | 06 | 07 | 08 | 09 | 10 | 11 | 12 | 13 | 14 | 15 | 16 | 17 | 18 | 19 | 20 | 21 | 22 | 23 | 24 | 25 | 26 | 27 | 28 | 29 | 30 | 31 | 32 | 33 | 34 | 35 | 36 | 37 | 38 |
| ----- | -- | -- | -- | -- | -- | -- | -- | -- | -- | -- | -- | -- | -- | -- | -- | -- | -- | -- | -- | -- | -- | -- | -- | -- | -- | -- | -- | -- | -- | -- | -- | -- | -- | -- | -- | -- | -- | -- |
| Поле  | Д  | В  | В  | Д  | В  | Д  | Д  | В  | Д  | В  | Д  | В  | В  | Д  | Д  | В  | В  | Д  | В  | Д  | Д  | В  | Д  | В  | Д  | В  | Д  | В  | Д  | В  | Д  | В  | Д  | В  | Д  | В  | Д  | В  |
| Итог  | В  | Н  | В  | В  | В  | П  | Н  | П  | П  | В  | П  | П  | Н  | В  | В  | В  | В  | В  | Н  | В  | П  | Н  | В  | Н  | Н  | В  | Н  | П  | В  | П  | Н  | П  | В  | П  | В  | П  | Н  | П  |
| Место | 1  | 6  | 3  | 1  | 3  | 4  | 4  | 6  | 7  | 5  | 6  | 8  | 8  | 7  | 6  | 5  | 6  | 7  | 7  | 6  | 7  | 7  | 4  | 5  | 5  | 4  | 4  | 5  | 5  | 6  | 6  | 7  | 5  | 6  | 6  | 6  | 6  | 6  |

Последнее обновление: 22 мая 2022 года.
Источник: Fixtures and Results

Поле: Д = дома; В = на выезде. Итог: Н = ничья; П = команда проиграла; В = команда выиграла; О = матч отложен.

### Статистика выступлений в Премьер-лиге
| Итого | Итого | Итого | Итого | Итого | Итого | Итого | Итого | Дома | Дома | Дома | Дома | Дома | Дома | На выезде | На выезде | На выезде | На выезде | На выезде | На выезде |
| И     | О     | В     | Н     | П     | МЗ    | МП    | РМ    | В    | Н    | П    | МЗ   | МП   | РМ   | В         | Н         | П         | МЗ        | МП        | РМ        |
| ----- | ----- | ----- | ----- | ----- | ----- | ----- | ----- | ---- | ---- | ---- | ---- | ---- | ---- | --------- | --------- | --------- | --------- | --------- | --------- |
| 38    | 58    | 16    | 10    | 12    | 57    | 57    | 0     | 10   | 5    | 4    | 32   | 22   | +10  | 6         | 5         | 8         | 25        | 35        | −10       |

### Матчи
Победа
 Ничья
 Поражение
Время начала матчей:
Британское летнее (BST) — до 31 октября 2021 года и с 27 марта 2022 года
Среднее время по Гринвичу (GMT) — c 31 октября 2021 года по 27 марта 2022 года

Примечание: даты и время начала предстоящих матчей являются предварительными и могут измениться.

#### Август

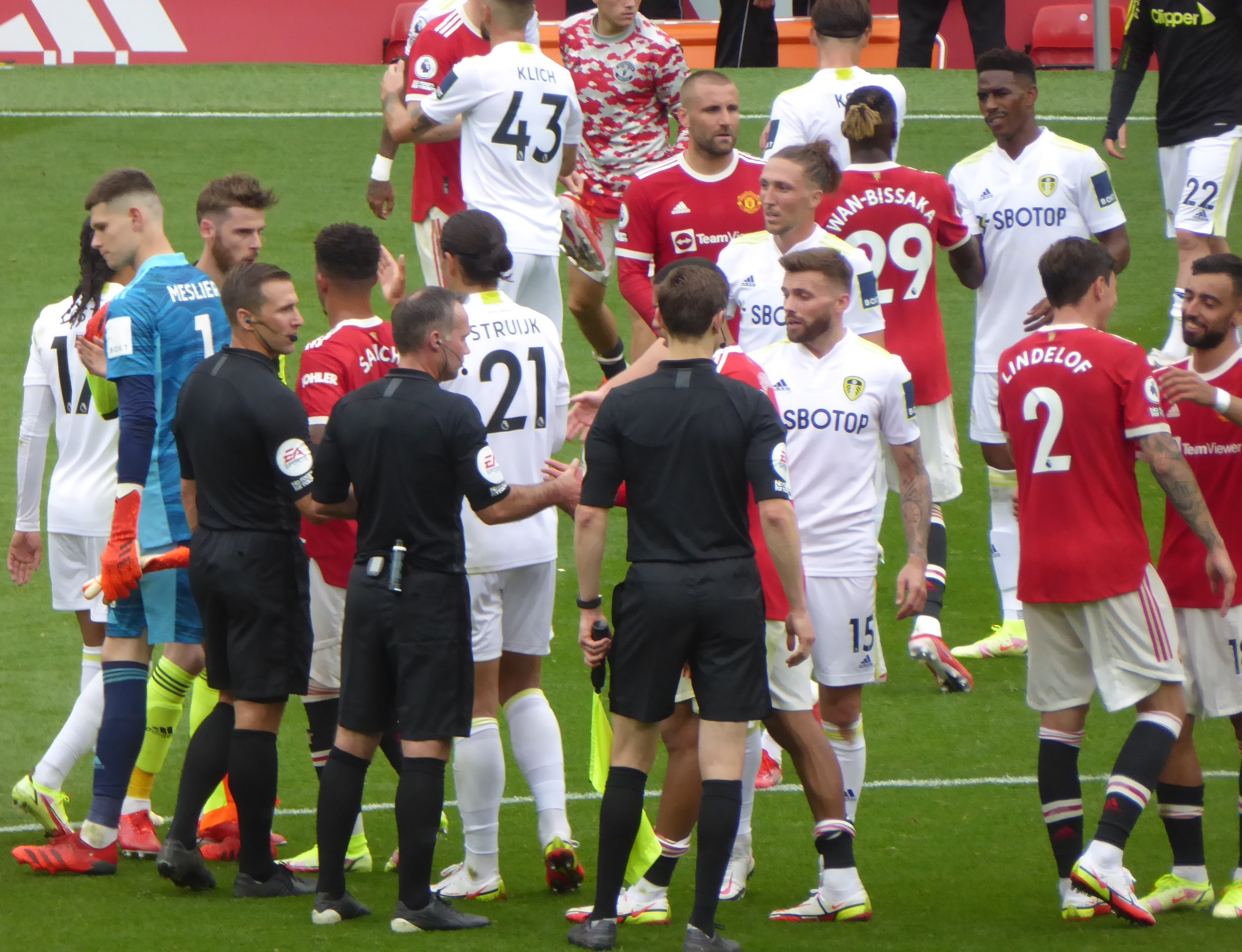
Матч против «Лидс Юнайтед» 14 августа

В своём первом матче в Премьер-лиге нового сезона «красные дьяволы» принимали «Лидс Юнайтед», своего принципиального соперника. «Олд Траффорд» впервые с марта 2020 года был полностью заполнен зрителями. Перед матчем состоялась презентация Рафаэля Варана, который лично вышел на футбольное поле после завершения своего трансфера из «Реала». Сульшер выбрал стандартную для себя схему с расстановкой «4-2-3-1». Первый гол в игре на 30-й минуте забил Бруну Фернандеш после передачи Погба, но Люк Эйлинг сравнял счёт дальним ударом на 49-й минуте. Спустя три минуты после передачи Погба Мейсон Гринвуд пробежал по левому флангу и точно послал мяч в дальний угол ворот. Ещё через две минуты Фернандеш забил третий гол своей команды, а на 60-й минуте оформил свой первый хет-трик в футболке «Манчестер Юнайтед». На 68-й минуте Фред установил окончательный счёт в матче — 5:1 в пользу хозяев. Погба сделал в матче четыре голевые передачи, повторив рекорд Премьер-лиги по этому показателю. Лучшим игроком матча был признан Бруну Фернандеш.
Во втором туре Премьер-лиги «Юнайтед» на выезде встретился с «Саутгемптоном», впервые сыграв в новом «третьем» комплекте форм с синими футболками и жёлтыми шортами. На 7-й минуте удар капитана «Юнайтед» Гарри Магуайра после подачи Фернандеша со штрафного попал в штангу, после чего Мохаммед Салису вынес мяч с линии ворот. На 30-й минуте после удара Че Адамса мяч рикошетом от Фреда залетел в ворота Давида де Хеа. К перерыву «святые» вели в счётё — 1:0. Через 10 минут после начала второго тайма Гринвуд в центре штрафной после передачи Погба точным ударом сравнял счёт. Шансы принести победу «Юнайтед» затем возникали у Гринвуда (дважды) и у Фернандеша, но самым опасный момент в оставшейся части матча создали хозяева: на 74-й минуте Че Адамс вывел на ударную позицию Адама Армстронга, но гостей спас де Хеа. Матч завершился вничью со счётом 1:1. Лучшим игроком матча был признан Мейсон Гринвуд.
В третьем туре Премьер-лиги «Юнайтед» сыграл на выезде против «Вулверхэмптон Уондерерс». Для Сульшера это был 100-й матч в Премьер-лиге в качестве главного тренера «Манчестер Юнайтед». Рафаэль Варан дебютировал в основном составе, выйдя на поле с первых минут. Также в стартовом составе впервые вышел другой новичок команды Джейдон Санчо. Команда впервые вышла на поле в новом «гостевом» комплекте форм с бело-голубыми футболками. В первом тайме доминировали «волки», создав несколько потенциально голевых моментов (так, уже на 6-й минуте Уан-Биссака выбил мяч, летящий в пустые ворота после удара Тринкана), но к перерыву счёт в игре открыт не был. Во втором тайме хозяева продолжали опасно атаковать, а Давид де Хеа отметился двойным «сейвом» после удара Ромена Саисса с близкого расстояния на 69-й минуте. На 80-й минуте Мейсон Гринвуд после передачи Варана сместился с правого фланга и точно пробил по воротам соперника, принеся своей команде 3 победных очка. По результатам матча «Юнайтед» установил рекорд высших дивизионов английского чемпионата за всю историю, не проиграв на протяжении 28 выездных матчей подряд с января 2020 года (предыдущую беспроигрышную серию из 27 матчей на выезде провёл «Арсенал» в сезоне 2003/04). Лучшим игроком матча был признан Мейсон Гринвуд.
Лучшим игроком августа в команде был признан Мейсон Гринвуд.
| 14 августа 2021 1 тур | Манчестер Юнайтед                                          | 5:1                                                  | Лидс Юнайтед                           | Манчестер |
| 12:30 | - Фернандеш 30′ 54′ 60′ - Гринвуд 52′ - Фред 68′ - Шоу 83' | (отчёт Премьер-лиги) (отчёт BBC Sport) (отчёт клуба) | - Эйлинг 49′ - Купер 59' - Рафинья 62' | Стадион: «Олд Траффорд» Зрителей: 72 732 Судья: Пол Тирни Помощники судьи: Константин Хадзидакис, Нил Дейвис Видеопомощник судьи (VAR): Крис Кавана Ассистент видеопомощника судьи (AVAR): Ли Беттс Резервный судья: Энтони Тейлор Игрок матча: Бруну Фернандеш |
| Манчестер Юнайтед: де Хеа, Уан-Биссака, Линделёф, Магуайр, Шоу, Мактоминей (Матич, 70'), Фред, Джеймс (Санчо, 75'), Погба (Марсьяль, 75'), Фернандеш, Гринвуд |                                                            |                                                      |                                        | |

| 22 августа 2021 2 тур | Саутгемптон                                     | 1:1                                                  | Манчестер Юнайтед                                         | Саутгемптон |
| 14:00 | - Фред 30′ (авт.) - Дженепо 51' - Стивенс 90+2' | (отчёт Премьер-лиги) (отчёт BBC Sport) (отчёт клуба) | - Фернандеш 31' - Гринвуд 55′ - Магуайр 76' - Погба 90+1' | Стадион: «Сент-Мэрис» Зрителей: 29 485 Судья: Крейг Поусон Помощники судьи: Иан Хассин, Ричард Уэст Видеопомощник судьи (VAR): Андре Марринер Ассистент видеопомощника судьи (AVAR): Ли Беттс Резервный судья: Джарред Джиллетт Игрок матча: Мейсон Гринвуд |
| Манчестер Юнайтед: де Хеа, Уан-Биссака, Линделёф, Магуайр, Шоу, Матич (Лингард, 86'), Фред (Мактоминей, 76'), Гринвуд, Погба, Фернандеш, Марсьяль (Санчо, 59') |                                                 |                                                      |                                                           | |

| 29 августа 2021 3 тур | Вулверхэмптон Уондерерс                    | 0:1                                                  | Манчестер Юнайтед                                                   | Вулвергемптон |
| 16:30 | - Невиш 81' - Саисс 84' - Гиббс-Уайт 90+2' | (отчёт Премьер-лиги) (отчёт BBC Sport) (отчёт клуба) | - Фернандеш 44' - Гринвуд 80′ - Фред 84' - Погба 90+3' - Дало 90+3' | Стадион: «Молинью» Зрителей: 30 621 Судья: Майк Дин Помощники судьи: Даррен Канн, Дэн Робатан Видеопомощник судьи (VAR): Стюарт Аттуэлл Ассистент видеопомощника судьи (AVAR): Нил Дейвис Резервный судья: Роберт Джонс Игрок матча: Мейсон Гринвуд |
| Манчестер Юнайтед: де Хеа, Уан-Биссака, Варан, Магуйар, Шоу, Фред, Погба, Джеймс (Кавани, 53'), Санчо (Марсьяль 72'), Фернандеш, Гринвуд (Дало, 90') |                                            |                                                      |                                                                     | |

#### Сентябрь

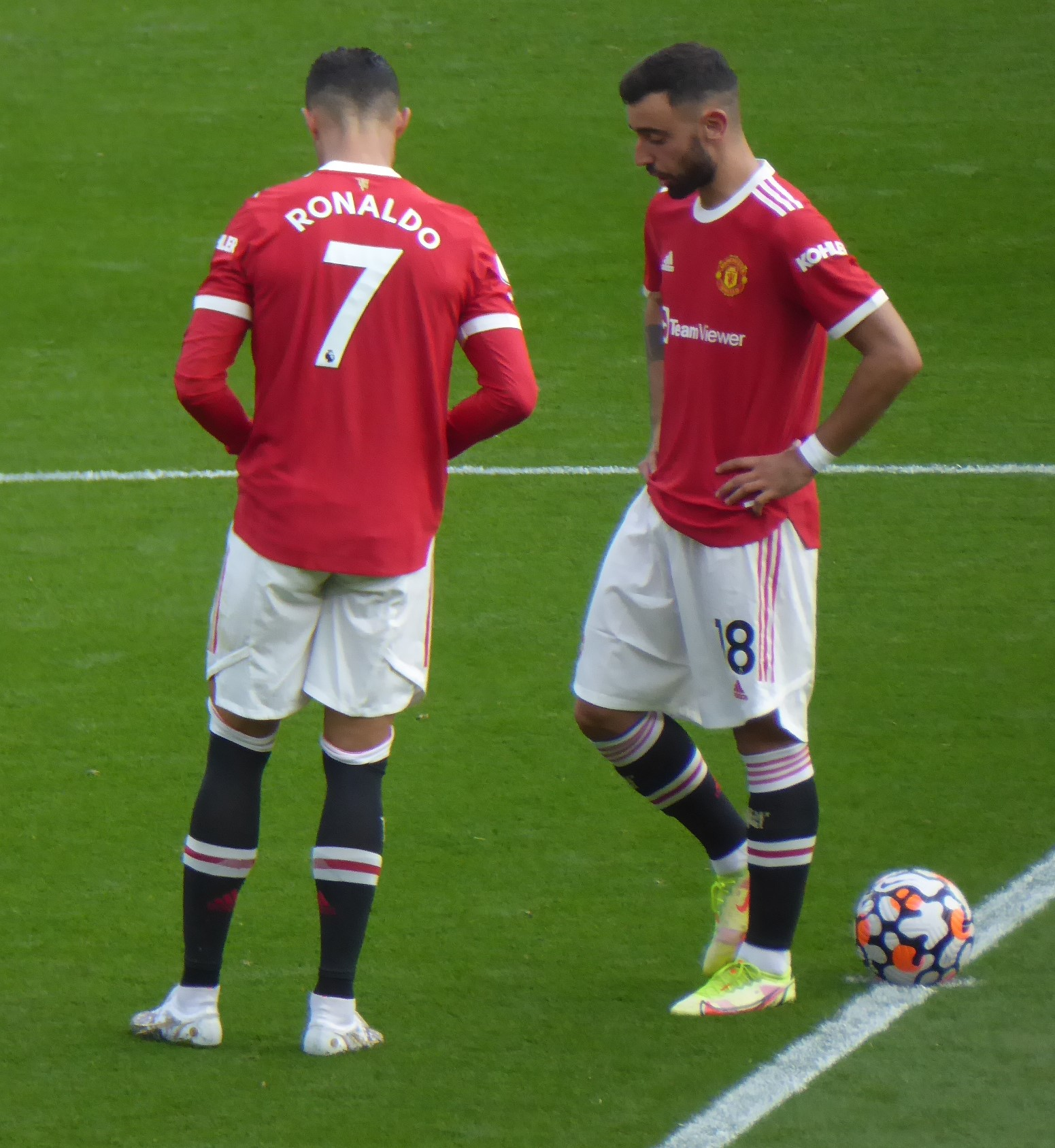
Матч против «Ньюкасл Юнайтед» 11 сентября

В первом матче сентября команда дома принимала «Ньюкасл Юнайтед». В этой игре за «красных дьяволов» впервые после своего возвращения сыграл Криштиану Роналду. Он же и открыл счёт в матче, когда уже в добавленное к первому тайму время сыграл на добивании после того, как вратарь «сорок» отбил удар Мейсона Гринвуда. На 56-й минуте после быстрой контратаки Хавьер Манкильо сравнял счёт. Спустя шесть минут Роналду вновь вывел красных «вперёд», получив пас после прохода Люка Шоу и мощно пробив по воротам соперника. На 80-й минуте Бруну Фернандеш после передачи Погба неотразимо пробил в верхний угол ворот «Ньюкасла» с 25 ярдов. Окончательный счёт в матче установил вышедший на замену Джесси Лингард в самой концовке матче — 4:1 в пользу хозяев. Лучшим игроком матча был признан Криштиану Роналду.
В матче пятого тура команда сыграла против «Вест Хэм Юнайтед» на выезде. Счёт в игре открыли хозяева, когда на 30-й минуте удар Саида Бенрахма рикошетом от Рафаэля Варана попал в ворота «красных дьяволов». Спустя пять минут вратарь «молотобойцев» Лукаш Фабьяньский отбил удар в створ ворот, но Роналду удачно сыграл на добивании и сравнял счёт. Во втором тайме было несколько эпизодов с потенциальным назначением пенальти в пользу «Манчестер Юнайтед», но судья Мартин Аткинсон их проигнорировал. На 89-й минуте вышедший на замену Джесси Лингард вывёл гостей вперёд точным ударом в верхний правый угол ворот соперника. В добавленное время Аткинсон назначил пенальти за игру рукой Люка Шоу в своей штрафной. Вышедший на замену специально для пробития пенальти Марк Нобл не сумел сравнять счёт: его удар взял Давид де Хеа. Благодаря этой победе команда набрала 13 очков и уступила первую строчку турнирной таблицы Премьер-лиги только по разнице мячей. Лучшим игроком матча был признан Криштиану Роналду.
В матче шестого тура «Юнайтед» дома принимал «Астон Виллу». В первом тайме голов забито не было, на 34-й минуте из-за травмы поле покинул левый защитник Люк Шоу. Во втором тайме на 67-й минуте также из-за травмы поле покинул капитан Гарри Магуайр. Несмотря на опасные моменты у обеих команд, счёт не удалось открыть до 88-й минуты, когда защитник «Виллы» Кортни Хоз забил ударом головой после подачи с углового. Уже в добавленное время автор единственного забитого мяча Хоз сыграл рукой в своей штрафной, за что судья матча Майк Дин назначил пенальти, однако Бруну Фернандеш пробил выше ворот. «Юнайтед» потерпел своё первое поражение в чемпионате. Лучшим игроком матча был признан Кортни Хоз.
Лучшим игроком сентября в команде был признан Криштиану Роналду. Кроме внутриклубного признания Роналду также получил награду «Игрок месяца английской Премьер-лиги» за свои выступления в сентябре.
| 11 сентября 2021 4 тур | Манчестер Юнайтед                                                         | 4:1                                                  | Ньюкасл Юнайтед | Манчестер |
| 15:00 | - Криштиану Роналду 45+2′ 62′ - Погба 60' - Фернандеш 80′ - Лингард 90+2′ | (отчёт Премьер-лиги) (отчёт BBC Sport) (отчёт клуба) | Манкильо 56′    | Стадион: «Олд Траффорд» Зрителей: 72 732 Судья: Энтони Тейлор Помощники судьи: Гари Безуик, Адам Нанн Видеопомощник судьи (VAR): Крейг Поусон Ассистент видеопомощника судьи (AVAR): Скотт Леджер Резервный судья: Джон Брукс Игрок матча: Криштиану Роналду |
| Манчестер Юнайтед: де Хеа, Уан-Биссака, Варан, Магуайр, Шоу, Матич, Погба, Гринвуд (ван де Бек, 85'), Фернандеш (Марсьяль, 85'), Санчо (Лингард, 66'), Криштиану Роналду |                                                                           |                                                      |                 | |

| 19 сентября 2021 5 тур | Вест Хэм Юнайтед                   | 1:2                                                  | Манчестер Юнайтед                     | Лондон |
| 14:00 | - Бенрахма 30′ - Нобл (пен.) 90+5' | (отчёт Премьер-лиги) (отчёт BBC Sport) (отчёт клуба) | - Криштиану Роналду 35′ - Лингард 89′ | Стадион: «Лондон» Судья: Мартин Аткинсон Помощники судьи: Ли Беттс, Ричард Уэст Видеопомощник судьи (VAR): Даррен Ингленд Ассистент видеопомощника судьи (AVAR): Дэн Робатан Резервный судья: Дэвид Кут Игрок матча: Криштиану Роналду |
| Манчестер Юнайтед: де Хеа, Уан-Биссака, Варан, Магуайр, Шоу, Мактоминей, Фред (Матич, 88'), Погба (Лингард, 73'), Гринвуд (Санчо, 73'), Фернандеш, Криштиану Роналду |                                    |                                                      |                                       | |

| 25 сентября 2021 6 тур | Манчестер Юнайтед                             | 0:1                                                  | Астон Вилла                       | Манчестер |
| 12:30 | - Шоу 29' - Фред 77' - Фернандеш (пен.) 90+3' | (отчёт Премьер-лиги) (отчёт BBC Sport) (отчёт клуба) | - Макгинн 66' - Хоз 88′ - Кэш 90' | Стадион: «Олд Траффорд» Зрителей: 72 922 Судья: Майк Дин Помощники судьи: Даррен Канн, Эдди Смарт Видеопомощник судьи (VAR): Энди Мэдли Ассистент видеопомощника судьи (AVAR): Саймон Бек Резервный судья: Майкл Солсбери Игрок матча: Кортни Хоз |
| Манчестер Юнайтед: де Хеа, Уан-Биссака, Варан, Магуайр (Линделёф, 67'), Шоу (Дало, 34'), Фред, Мактоминей (Кавани, 82'), Погба, Гринвуд, Фернандеш, Криштиану Роналду |                                               |                                                      |                                   | |

#### Октябрь

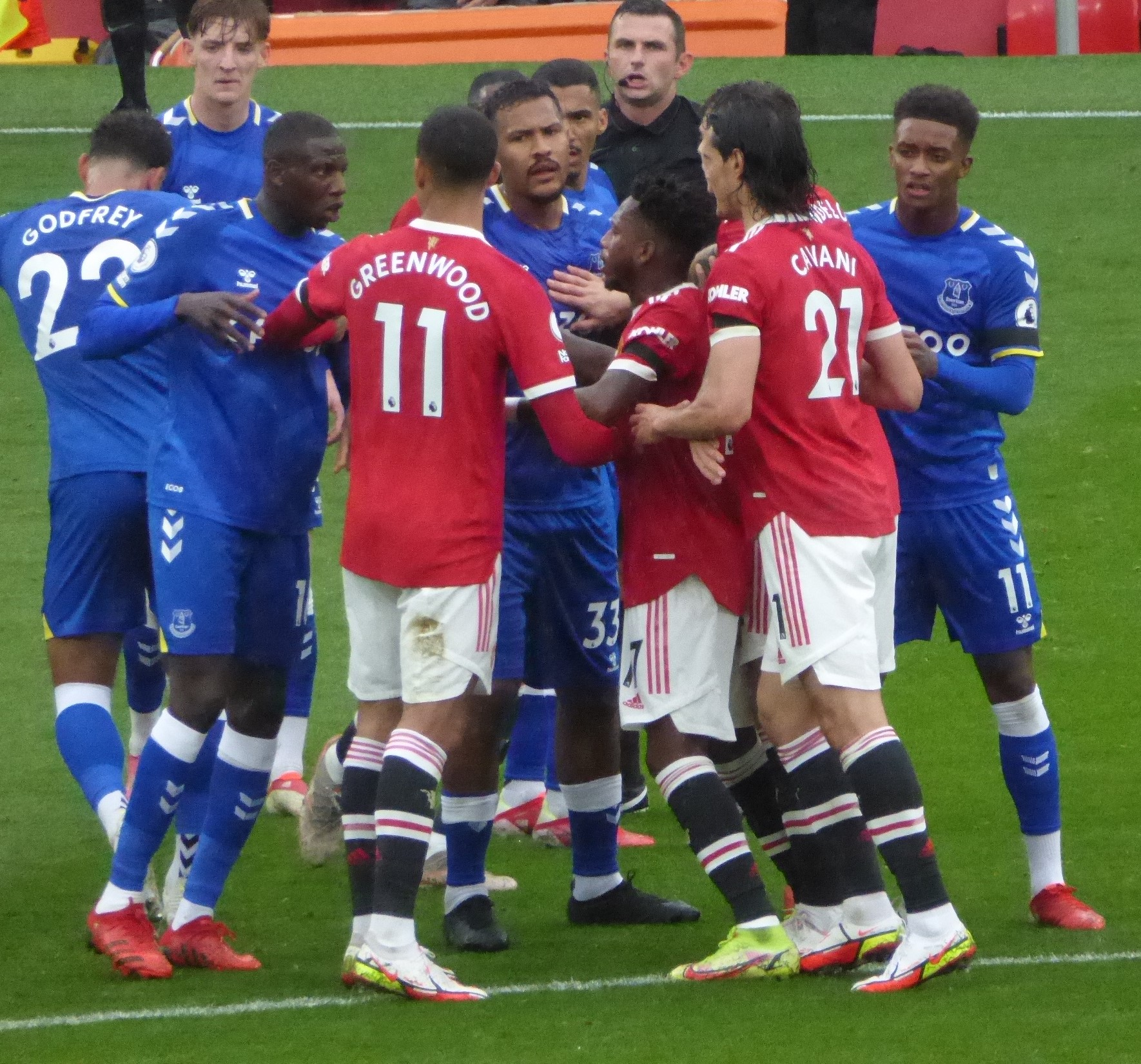
Матч против «Эвертона» 2 октября

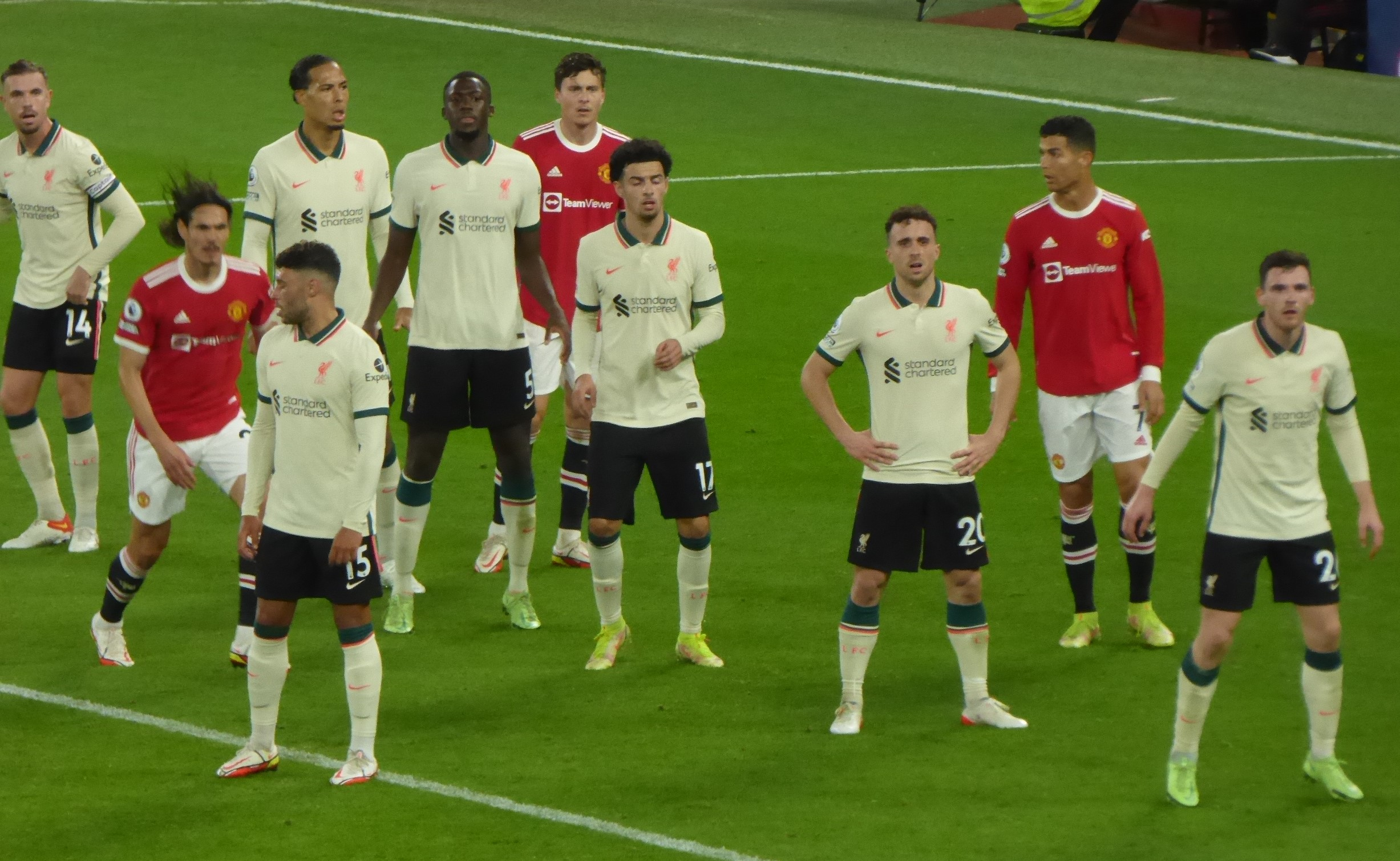
Матч против «Ливерпуля» 24 октября

В первом матче октября «Юнайтед» дома сыграл с «Эвертоном». В первом тайме счёт был открыт на 43-й минуте, когда Антони Марсьяль кручёным ударом отправил мяч в сетку ворот соперника после паса Бруну Фернандеша. Андрос Таунсенд сравнял счёт на 65-й минуте после контратаки «ирисок». Во втором тайме Сульшер выпустил на поле Роналду, Санчо и Погба, но счёт так и остался ничейным. Лучшим игроком матча был признан Андрос Таунсенд.
В матче восьмого тура «Юнайтед» сыграл на выезде против «Лестер Сити». Счёт в игре на 19-й минуте открыл Мейсон Гринвуд, сместившись с правого фланга и точно пробив с дальней дистанции. Спустя 12 минут «лисы» сравняли счёт: Юри Тилеманс закрутил мяч в верхний угол ворот де Хеа. На 78-й минуте хозяева вышли вперёд, когда защитник Чалар Сёюнджю сыграл на добивании после того, как де Хеа отбил удар Патсона Дака. На 82-й минуте счёт в матче сравнял вышедший на замену Маркус Рашфорд, для которого это была первая игра с мая 2021 года. Но уже спустя минуту Джейми Варди вновь вывел хозяев вперёд точным ударом слёта. Уже в добавленное время после розыгрыша штрафного Патсон Дака забил 4-й гол «Лестера». Матч завершился со счётом 4:2 в пользу хозяев. На этой игре прервалась рекордная 29-матчевая серия «Манчестер Юнайтед» без поражений на выезде. Лучшим игроком матча был признан Джейми Варди.
В матче девятого тура «Юнайтед» дома принимал «Ливерпуль». Наби Кейта открыл счёт уже на 5-й минуте после паса Салаха. На 13-й минуте Жота удвоил преимущество гостей, замкнув передачу Александера-Арнольда. На 38-й минуте уже Кейта отдал голевую передачу на Салаха, а семь минут спустя Салах забил снова, на этот раз — после передачи Диогу Жоты. К перерыву «Ливерпуль» выигрывал со счётом 4:0. С начала второго тайма на поле вышел Погба, заменивший Гринвуда. На 50-й минуте Хендерсон сделал голевую передачу на Салаха, который оформил хет-трик. На 60-й минуте Погба получил красную карточку за опасный подкат против Наби Кейта. Матч завершился победой «Ливерпуля» со счётом 0:5. Лучшим игроком матча был признан Мохаммед Салах.
В матче десятого тура «красные дьяволы» сыграли на выезде против «Тоттенхэм Хотспур». После предыдущего поражения от «Ливерпуля» со счётом 0:5 команда в целом и главный тренер Уле-Гуннар Сульшер в особенности подверглись существенной критике в прессе и социальных сетях. На эту игру Сульшер изменил схему игры «Юнайтед»: вместо типичной «4-2-3-1» команда вышла на поле в расстановке «3-5-2» с тремя центральными защитниками (Линделёф, Магуайр, Варан), двумя крайними защитниками (Уан-Биссака и Шоу), двумя опорными полузащитниками (Мактоминей и Фред), атакующим полузащитником (Бруну Фернандеш) и двумя нападающими (Криштиану Роналду и Кавани). Счёт в игре на 39-й минуте открыл Роналду, точным ударом в дальний угол ворот замкнувший дальнюю передачу Бруну Фернандеша. На 64-й минуте Кавани после передачи Роналду удвоил преимущество гостей. На 86-й минуте вышедший на замену Рашфорд установил окончательный счёт — 3:0 в пользу «Юнайтед». Лучшим игроком матча был признан Криштиану Роналду.
Лучшим игроком октября в команде был признан Криштиану Роналду.
| 2 октября 2021 7 тур | Манчестер Юнайтед            | 1:1                                                  | Эвертон                     | Манчестер |
| 12:30 | - Гринвуд 34' - Марсьяль 43′ | (отчёт Премьер-лиги) (отчёт BBC Sport) (отчёт клуба) | - Таунсенд 65′ - Дукуре 76' | Стадион: «Олд Траффорд» Зрителей: 73 128 Судья: Майкл Оливер Помощники судьи: Стюарт Берт, Саймон Беннетт Видеопомощник судьи (VAR): Стюарт Аттуэлл Ассистент видеопомощника судьи (AVAR): Гарри Леннард Резервный судья: Пол Тирни |
| Манчестер Юнайтед: де Хеа, Уан-Биссака, Линделёф, Варан, Шоу, Фред (Погба, 70'), Мактоминей, Гринвуд, Фернандеш, Марсьяль (Санчо, 65'), Кавани (Криштиану Роналду, 56') |                              |                                                      |                             | |

| 16 октября 2021 8 тур | Лестер Сити                                           | 4:2                                                  | Манчестер Юнайтед                                                        | Лестер |
| 15:00 | - Тилеманс 31′ - Сёюнджю 78′ - Варди 83′ - Дака 90+1′ | (отчёт Премьер-лиги) (отчёт BBC Sport) (отчёт клуба) | - Гринвуд 19′ - Линделёф 52' - Рашфорд 82′ - Уан-Биссака 84' - Погба 86' | Стадион: «Кинг Пауэр» Зрителей: 32 219 Судья: Крейг Поусон Помощники судьи: Ли Беттс, Дэн Робатан Видеопомощник судьи (VAR): Даррен Ингленд Ассистент видеопомощника судьи (AVAR): Эдди Смарт Резервный судья: Энди Мэдли |
| Манчестер Юнайтед: де Хеа, Уан-Биссака, Линделёф, Магуайр, Шоу, Матич (Мактоминей, 80'), Погба, Гринвуд (Лингард, 80'), Фернандеш, Санчо (Рашфорд, 65'), Криштиану Роналду |                                                       |                                                      |                                                                          | |

| 24 октября 2021 9 тур | Манчестер Юнайтед                                                                                            | 0:5                                                  | Ливерпуль                                   | Манчестер |
| 16:30 | - Шоу 41' - Криштиану Роналду 45+1' - Фред 45+3' - Фернандеш 46' - Магуайр 55' - Погба 60' - Уан-Биссака 86' | (отчёт Премьер-лиги) (отчёт BBC Sport) (отчёт клуба) | - Кейта 5′ - Жота 13′ - Салах 38′ 45+5′ 50′ | Стадион: «Олд Траффорд» Зрителей: 73 088 Судья: Энтони Тейлор Помощники судьи: Гари Безуик, Ли Беттс Видеопомощник судьи (VAR): Стюарт Аттуэлл Ассистент видеопомощника судьи (AVAR): Марк Перри Резервный судья: Майк Дин |
| Манчестер Юнайтед: де Хеа, Уан-Биссака, Линделёф, Магуайр, Шоу, Мактоминей, Фред, Гринвуд (Погба, 45'), Фернандеш (Кавани, 62'), Рашфорд (Дало, 62'), Криштиану Роналду | |                                                      |                                             | |

| 30 октября 2021 10 тур | Тоттенхэм Хотспур          | 0:3                                                  | Манчестер Юнайтед                                                                     | Лондон |
| 17:30 | - Дэвис 78' - Ромеро 90+2' | (отчёт Премьер-лиги) (отчёт BBC Sport) (отчёт клуба) | - Шоу 19' - Магуайр 22' - Криштиану Роналду 39′ - Кавани 64′ - Фред 73' - Рашфорд 86′ | Стадион: «Тоттенхэм Хотспур» Зрителей: 60 356 Судья: Стюарт Аттуэлл Помощники судьи: Гарри Леннард, Саймон Лонг Видеопомощник судьи (VAR): Даррен Ингленд Ассистент видеопомощника судьи (AVAR): Стюарт Берт Резервный судья: Саймон Хупер |
| Манчестер Юнайтед: де Хеа, Уан-Биссака, Линделёф, Магуайр, Варан, Шоу, Мактоминей, Фред, Фернандеш (Матич, 76'), Кавани (Лингард, 86'), Криштиану Роналду (Рашфорд, 71') |                            |                                                      |                                                                                       | |

#### Ноябрь

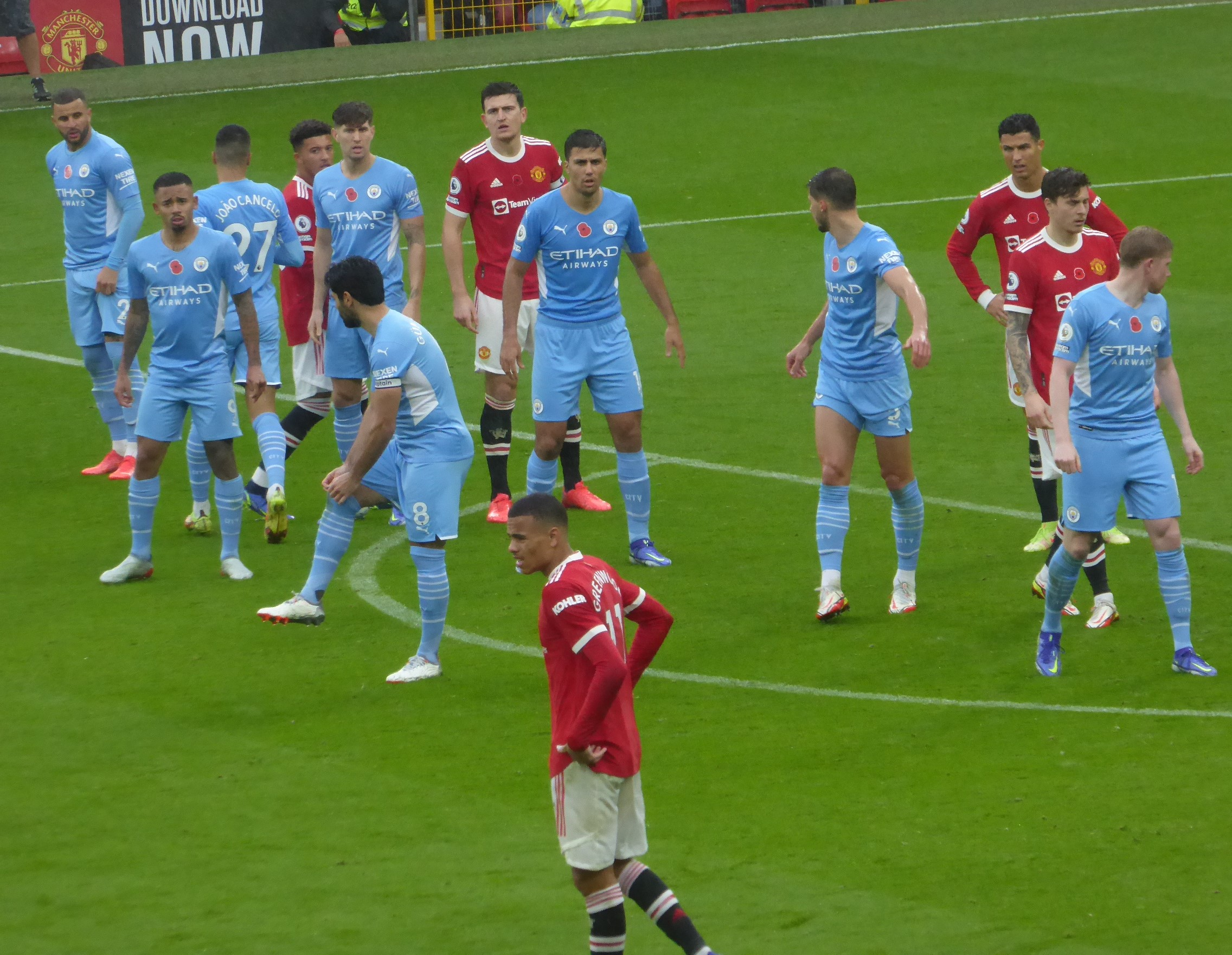
Матч против «Манчестер Сити» 6 ноября

6 ноября в матче 11-го тура Премьер-лиги на «Олд Траффорд» прошло манчестерское дерби против «Манчестер Сити». Счёт в игре был открыт на 7-й минуте после автогола Эрика Байи, который неудачно пытался выбить мяч после прострела Жуана Канселу. Перед перерывом Бернарду Силва удвоил преимущество гостей, замкнув передачу Канселу. На протяжении всей игры «Сити» доминировал (владение мячом — 33 % против 67 %, удары в сторону ворот 5 — 16, удары в створ ворот 1 — 5, угловые 1 — 9). «Юнайтед» не смог одержать победу в четвёртом домашнем матче подряд в Премьер-лиге. Лучшим игроком матча был признан защитник «Сити» Жуан Канселу.
20 ноября матче 12-го тура «Юнайтед» сыграл на выезде против «Уотфорда». Уже на 6-й минуте судья назначил пенальти в ворота гостей за нарушение Мактоминея на Джошуа Кинге, но Давид де Хеа дважды отбил удар Исмаила Сарра (второй удар состоялся после того, как игрок «Уотфорда» забежал в штрафную раньше времени, и судья постановил вновь пробить одиннадцатиметровый удар). На 28-й минуте «шершни» всё же открыли счёт усилиями Джошуа Кинга. На 44-й минуте Исмаила Сарр удвоил преимущество хозяев. Донни ван де Бек, вышедший на поле после перерыва, отыграл один мяч на 50-й минуте. На 69-й минуте за второе предупреждение с поля был удалён капитан «Юнайтед» Гарри Магуайр. В концовке матча «Уотфорд» забил ещё два мяча усилиями Жуана Педро и Эммануэля Денниса. Лучшим игроком матча был признан полузащитник «Уотфорда» Эммануэль Деннис.
На следующий день после поражения от «Уотфорда» главный тренер команды Уле Гуннар Сульшер был уволен с должности главного тренера.
В матче 13-го тура Премьер-лиги против «Челси» исполняющий обязанности главного тренера Майкл Каррик оставил Криштиану Роналду на скамейке запасных, максимально усилив полузащиту. Несмотря на доминирование «синих» в первом тайме, создавших ряд опасных моментов, к перерыву счёт в игре открыт не был, во многом благодаря уверенной игре Давида де Хеа. На 50-й минуте после ошибки Жоржиньо в центре поля Джейдон Санчо выбежал на ворота «Челси» и открыл счёт, забив свой первый гол в Премьер-лиге. На 69-й минуте судья назначил пенальти в ворота «Юнайтед» после ошибки Уан-Биссаки, нарушившего правила в своей штрафной. Пенальти реализовал Жоржиньо. Финальный счёт матча остался ничейным — 1:1. Лучшим игроком матча был признан Джейдон Санчо.
Лучшим игроком ноября в команде был признан Давид де Хеа.
| 6 ноября 2021 11 тур | Манчестер Юнайтед                              | 0:2                                                  | Манчестер Сити        | Манчестер |
| 12:30 | - Байи 7′ (авт.) - Силва 45′ 58' - Канселу 48' | (отчёт Премьер-лиги) (отчёт BBC Sport) (отчёт клуба) | Криштиану Роналду 90' | Стадион: «Олд Траффорд» Зрителей: 73 086 Судья: Майкл Оливер Помощники судьи: Стюарт Берт, Саймон Беннетт Видеопомощник судьи (VAR): Даррен Ингленд Ассистент видеопомощника судьи (AVAR): Дэн Робатан Резервный судья: Роберт Джонс |
| Манчестер Юнайтед: де Хеа, Уан-Биссака, Байи (Санчо, 45'), Линделёф, Магуайр, Шоу (Теллес, 73'), Мактоминей, Фред (ван де Бек, 80'), Фернандеш, Гринвуд (Рашфорд, 67'), Криштиану Роналду |                                                |                                                      |                       | |

| 20 ноября 2021 12 тур | Уотфорд                                                                                    | 4:1                                                  | Манчестер Юнайтед                                   | Уотфорд |
| 15:00 | - Сарр (пен.) 11' - Кинг 28′ - Сарр 44′ - Луза 45' - Жуан Педро 90+2′ - Деннис 90+6′ 90+6' | (отчёт Премьер-лиги) (отчёт BBC Sport) (отчёт клуба) | - Мактоминей 19' - ван де Бек 50′ - Магуайр 62' 69' | Стадион: «Викаридж Роуд» Судья: Джонатан Мосс Помощники судьи: Марк Перри, Тимоти Вуд Видеопомощник судьи (VAR): Дэвид Кут Ассистент видеопомощника судьи (AVAR): Ник Хоптон Резервный судья: Дин Уайтстоун |
| Манчестер Юнайтед: де Хеа, Уан-Биссака, Линделёф, Магуайр, Шоу (Дало, 85'), Матич, Мактоминей (ван де Бек, 45'), Санчо (Лингард, 90+1'), Фернандеш, Рашфорд (Марсьяль, 45'), Криштиану Роналду |                                                                                            |                                                      |                                                     | |

| 28 ноября 2021 13 тур | Челси                                    | 1:1                                                  | Манчестер Юнайтед                                                                                 | Лондон |
| 16:30 | - Джеймс 53' - Жоржиньо 69′ (пен.) 90+5' | (отчёт Премьер-лиги) (отчёт BBC Sport) (отчёт клуба) | - Мактоминей 45' - Рашфорд 49' - Санчо 50′ - Фернандеш 77' - Криштиану Роналду 90+2' - Байи 90+6' | Стадион: «Стэмфорд Бридж» Зрителей: 40 041 Судья: Энтони Тейлор Помощники судьи: Гари Безуик, Адам Нанн Видеопомощник судьи (VAR): Крис Кавана Ассистент видеопомощника судьи (AVAR): Дэн Робатан Резервный судья: Дэвид Кут |
| Манчестер Юнайтед: де Хеа, Уан-Биссака, Байи, Линделёф, Теллес, Мактоминей, Фред, Фернандеш (ван де Бек, 89'), Санчо (Криштиану Роналду, 64'), Рашфорд (Лингард, 77') |                                          |                                                      |                                                                                                   | |

#### Декабрь

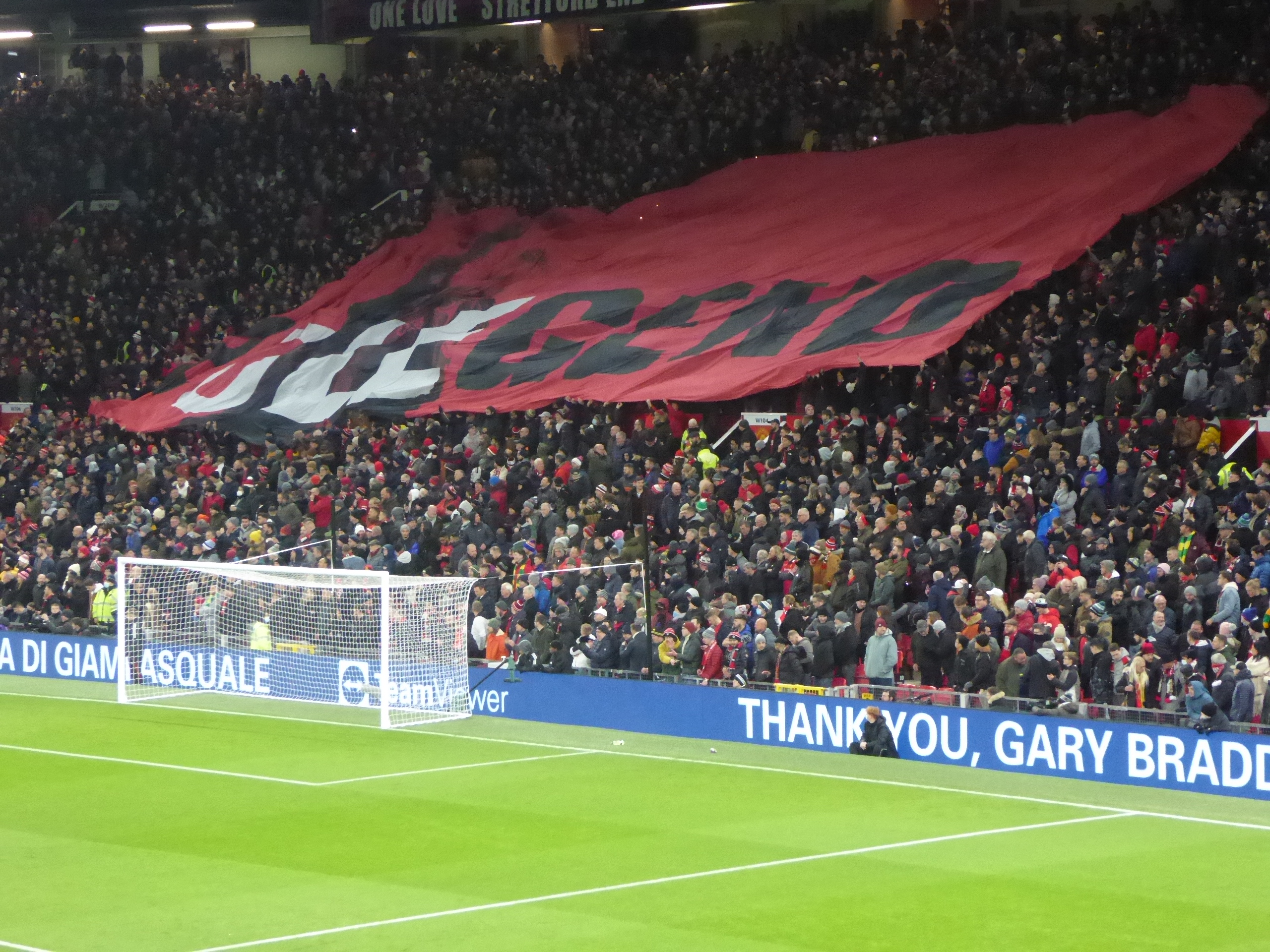
Матч против «Арсенала» 2 декабря

В первом матче декабря «Юнайтед» дома принимал «Арсенал». На 13-й минуте гости открыли счёт, забив, по мнению комментаторов, «очень странный гол»: Имил Смит-Роу пробил в пустые ворота «Юнайтед», когда вратарь Давид де Хеа лежал на газоне, получив повреждение после столкновения со своим одноклубником Фредом. Тем не менее, судья Аткинсон засчитал гол. На 44-й минуте «Юнайтед» сравнял счёт: Джейдон Санчо отдал пас на Фреда в штрафной «Арсенала», после чего бразилец сделал голевую передачу на Бруну Фернандеша. На 52-й минуте после передачи Рашфорда Криштиану Роналду вывел «красных дьяволов» вперёд, забив 800-й гол в своей игровой карьере. Две минуты спустя Эдегор сравнял счёт. На 70-й минуте после нарушения Эдегора на Фреде в штрафной «Арсенала» был назначен пенальти, который реализовал Роналду. «Юнайтед» одержал победу со счётом 3:2. После матча исполняющий обязанности главного тренера Майкл Каррик объявил о том, что покидает клуб, в котором провёл 12 лет в качестве игрока и тренера. Лучшим игроком матча был признан Криштиану Роналду.
В домашнем матче 15-го тура против «Кристал Пэлас» «Юнайтед» впервые сыграл под руководством временного главного тренера Ральфа Рангника. В первом тайме хозяева доминировали, создав ряд опасных моментов, но счёт открыть не смогли. На 77-й минуте Фред забил единственный гол в матче, мощно пробив в верхний левый угол ворот соперника после передачи Мейсона Гринвуда. Рангник после матча отметил, что самым важным событием стал «сухой» матч — «Юнайтед» не пропустил гол в свои ворота в Премьер-лиге только в третий раз в этом сезоне. Лучшим игроком матча был признан Фред.
В матче 16-го тура «Юнайтед» на выезде сыграл против занимающего последнюю строчку турнирной таблицы «Норвич Сити». В первом тайме забитых голов не было, хотя вратари обеих команд часто вступали в игру: Тим Крул спасал свои ворота после ударов Алекса Теллеса, Гарри Магуайра и Криштиану Роналду, а Давид де Хеа отбил удары Теэму Пукки и Озана Кабака. На 73-й минуте Макс Эронз сфолил на Роналду, после чего судья назначил пенальти, который две минуты спустя реализовал сам португалец. Гол Роналду стал единственным в этом матче. Лучшим игроком матча был признан Криштиану Роналду.
Матчи 17-го и 18-го туров против «Брентфорда» и «Брайтон энд Хоув Альбион», которые должны были пройти 14 и 18 декабря, были отложены в связи со вспышкой COVID-19 в команде «Манчестер Юнайтед».
В матче 19-го тура команда на выезде сыграла с занимающим предпоследнюю строчку турнирной таблицы «Ньюкасл Юнайтед». Счёт в игре на 7-й минуте открыл Аллан Сен-Максимен. После перерыва Сен-Максимен имел шанс удвоить преимущество «сорок», но его удар отбил де Хеа. Затем шанс забить появился у гостей, но дальний удар Рашфорда смог отбить Мартин Дубравка. За 20 минут до конца матча вышедший на замену Эдинсон Кавани сравнял счёт. Спустя пять минут он имел шанс вывести «красных дьяволов» вперёд, но Дубравка отбил его удар. В концовке встречи шанс принести победу хозяевам возник у Джейкоба Мерфи, пробившего в штангу, и у Мигеля Альмирона, сыгравшего на добивании, но удар последнего был отбит Давидом де Хеа. Матч завершился вничью со счётом 1:1. Ральф Рангник заявил после матча, что ему «совершенно не понравилась» игра его команды. Лучшим игроком матча был признан игрок «сорок» Аллан Сен-Максимен.
В последнем матче 2021 года «Юнайтед» дома сыграл против «Бернли». Первый гол в игре на 8-й минуте забил Скотт Мактоминей ударом с границы штрафной. На 27-й минуте Джейдон Санчо пробил низом, его удар рикошетом от защитника «Бернли» Бена Ми залетел в нижний угол ворот гостей. На 38-й минуте Уэйн Хеннесси отбил удар Мактоминея, но на добивании сыграл Криштиану Роналду, забивший третий гол «Юнайтед» в этой игре. Три минуты спустя Эрон Леннон воспользовался ошибкой Эрика Байи и точно пробил в нижний угол ворот де Хеа. Во втором тайме забитых голов не было, матч завершился победой «Юнайтед» со счётом 3:1. Лучшим игроком матча был признан Криштиану Роналду.
Лучшим игроком декабря в команде был признан Давид де Хеа.
| 2 декабря 2021 14 тур | Манчестер Юнайтед                                                     | 3:2                                                  | Арсенал                     | Манчестер |
| 20:15 | - Фернандеш 44′ - Мактоминей 45+1' - Криштиану Роналду 52′ 70′ (пен.) | (отчёт Премьер-лиги) (отчёт BBC Sport) (отчёт клуба) | - Смит-Роу 13′ - Эдегор 54′ | Стадион: «Олд Траффорд» Зрителей: 73 123 Судья: Мартин Аткинсон Помощники судьи: Ли Беттс, Ричард Уэст Видеопомощник судьи (VAR): Андре Марринер Ассистент видеопомощника судьи (AVAR): Мэттью Уилкс Резервный судья: Крейг Поусон |
| Манчестер Юнайтед: де Хеа, Дало, Линделёф, Магуайр, Теллес, Мактоминей, Фред, Санчо, Фернандеш (ван де Бек, 90'), Рашфорд (Лингард, 79'), Криштиану Роналду (Марсьяль, 88') |                                                                       |                                                      |                             | |

| 5 декабря 2021 15 тур | Манчестер Юнайтед                            | 1:0                                                  | Кристал Пэлас          | Манчестер |
| 14:00 | - Фред 77′ - Мактоминей 81' - Линделёф 90+1' | (отчёт Премьер-лиги) (отчёт BBC Sport) (отчёт клуба) | - Клайн 31' - Гехи 67' | Стадион: «Олд Траффорд» Зрителей: 73 172 Судья: Крейг Поусон Помощники судьи: Ли Беттс, Скотт Леджер Видеопомощник судьи (VAR): Саймон Хупер Ассистент видеопомощника судьи (AVAR): Дерек Итон Резервный судья: Джонатан Мосс |
| Манчестер Юнайтед: де Хеа, Дало, Магуайр, Линделёф, Теллес, Мактоминей, Фред, Санчо (Гринвуд, 62'), Фернандеш (ван де Бек, 86'), Рашфорд (Эланга, 75'), Криштиану Роналду |                                              |                                                      |                        | |

| 11 декабря 2021 16 тур | Норвич Сити    | 0:1                                                  | Манчестер Юнайтед                         | Норидж |
| 17:30 | Лис-Мелу 90+4' | (отчёт Премьер-лиги) (отчёт BBC Sport) (отчёт клуба) | - Криштиану Роналду 75′ (пен.) - Дало 77' | Стадион: «Карроу Роуд» Зрителей: 27 606 Судья: Даррен Ингленд Помощники судьи: Константин Хадзидакис, Питер Керкап Видеопомощник судьи (VAR): Джон Брукс Ассистент видеопомощника судьи (AVAR): Эдди Смарт Резервный судья: Энди Мэдли |
| Манчестер Юнайтед: де Хеа, Дало, Линделёф (Байи, 74'), Магуайр, Теллес, Мактоминей, Фред, Санчо (Гринвуд, 67'), Фернандеш (ван де Бек, 88'), Рашфорд, Криштиану Роналду |                |                                                      |                                           | |

| 27 декабря 2021 19 тур | Ньюкасл Юнайтед                                                | 1:1                                                  | Манчестер Юнайтед                                                  | Ньюкасл-апон-Тайн |
| 20:00 | - Сен-Максимен 7′ - Крафт 66' - Жоэлинтон 70' - Манкильо 90+5' | (отчёт Премьер-лиги) (отчёт BBC Sport) (отчёт клуба) | - Криштиану Роналду 57' - Фернандеш 66' - Магуайр 68' - Кавани 71′ | Стадион: «Сент-Джеймс Парк» Зрителей: 52 178 Судья: Крейг Поусон Помощники судьи: Иан Хассин, Даррен Канн Видеопомощник судьи (VAR): Питер Бэнкс Ассистент видеопомощника судьи (AVAR): Тимоти Вуд Резервный судья: Энтони Тейлор |
| Манчестер Юнайтед: де Хеа, Дало, Магуайр, Варан, Теллес, Фред (Санчо, 46'), Мактоминей (Матич, 78'), Фернандеш, Рашфорд, Гринвуд (Кавани, 46'), Криштиану Роналду |                                                                |                                                      |                                                                    | |

| 30 декабря 2021 20 тур | Манчестер Юнайтед                                       | 3:1                                                  | Бернли     | Манчестер |
| 20:15 | - Мактоминей 8′ - Ми 27′ (авт.) - Криштиану Роналду 35′ | (отчёт Премьер-лиги) (отчёт BBC Sport) (отчёт клуба) | Леннон 38′ | Стадион: «Олд Траффорд» Судья: Джонатан Мосс Помощники судьи: Марк Перри, Тимоти Вуд Видеопомощник судьи (VAR): Даррен Ингленд Ассистент видеопомощника судьи (AVAR): Дэн Робатан Резервный судья: Пол Тирни |
| Манчестер Юнайтед: де Хеа, Уан-Биссака, Байи (Варан, 65'), Магуайр, Шоу, Матич, Мактоминей, Санчо, Гринвуд (Дало, 79'), Кавани, Криштиану Роналду (Фред, 92') |                                                         |                                                      |            | |

#### Январь

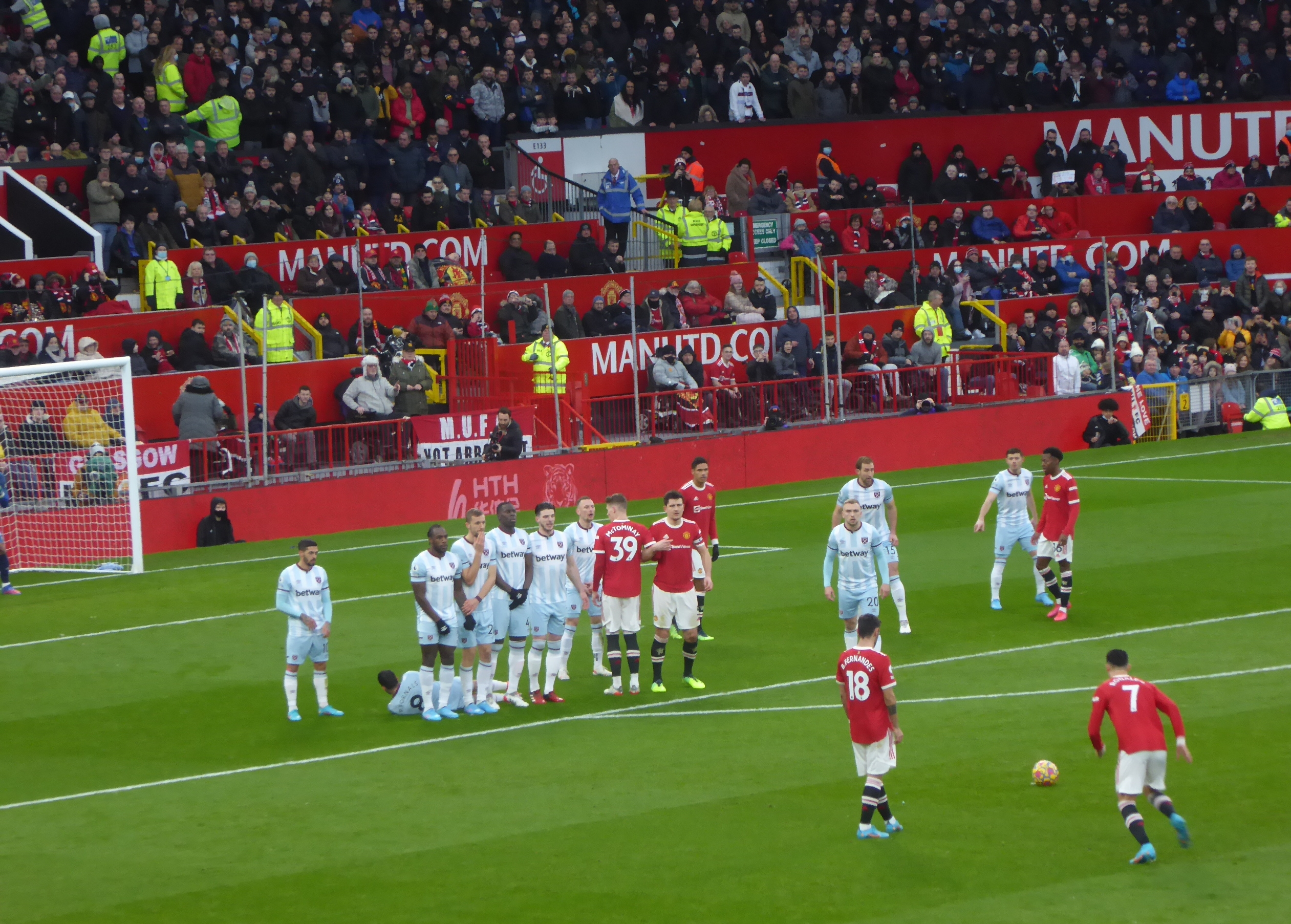
Матч против «Вест Хэм Юнайтед» 22 января

В первом матче 2022 года «Юнайтед» дома сыграл против «Вулверхэмптон Уондерерс». В стартовом составе «Юнайтед» впервые за 712 дней вышел Фил Джонс. В первом тайме гости нанесли 14 ударов по воротам «Юнайтед», но счёт так и не был открыт благодаря уверенной игре Давида де Хеа. Во втором тайме в составе «Юнайтед» вышел Бруну Фернандеш, удар которого на 67-й минуте попал в перекладину ворот «волков». На 82-й минуте счёт в игре открыл Жуан Моутинью, получивший мяч после выноса головой Филом Джонсом и точно пробивший низом в угол ворот «Юнайтед». Матч завершился победой «волков» со счётом 1:0. Ральф Рангник потерпел своё первое поражение в качестве главного тренера «Юнайтед», а «Вулверхэмптон Уондерерс» одержал первую победу на «Олд Траффорд» с 1980 года. Лучшим игроком матча был признан автор единственного гола в игре Жуан Моутинью.
В матче 22 тура «Юнайтед» на выезде сыграл с «Астон Виллой». Гости открыли счёт уже на 6-й минуте, когда после быстрого розыгрыша штрафного дальний удар Фернандеша пролетел между ног у вратаря «Виллы». На 67-й минуте Фернандеш удвоил преимущество «Юнайтед», забив гол после паса Фреда с отскоком от перекладины. На 77-й минуте Джейкоб Рэмзи отыграл один мяч, а четыре минуты спустя вышедший на замену Филиппе Коутиньо сравнял счёт в игре. Матч завершился вничью со счётом 2:2. Лучшим игроком матча был признан Филиппе Коутиньо.
Перенесённый с декабря матч 17 тура против «Брентфорда» прошёл 19 января на стадионе «Брентфорд Коммьюнити». В первом тайме команды голов не забили, хозяева атаковали опаснее и де Хеа сделал несколько важных «сейвов». После перерыва доминировали уже гости. На 55-й минуте счёт в матче открыл Антони Эланга, забивший головой после передачи Фреда. Гринвуд забил второй гол за гостей на 62-й минуте после паса Фернандеша. Вышедший на замену Рашфорд забил третий гол «Юнайтед», вновь после передачи Фернандеша. На 85-й минуте Тоуни отыграл «гол престижа». Матч завершился победой «Юнайтед» со счётом 3:1, но турнирное положение команды не изменилось: она продолжила занимать 7-е место в Премьер-лиге. Лучшим игроком матча был признан Бруну Фернандеш.
В матче 23 тура «красные дьяволы» дома сыграли против «Вест Хэм Юнайтед». В первом тайме команды создали мало опасных моментов, но после перерыва хозяева атаковали чаще. Вратарь «Вест Хэма» Ареоля сделал «сейв» после удара Фреда в начале второго тайма. К концу основного времени счёт так и не был открыт и дело шло к ничьей, однако на третьей минуте добавленного времени вышедшие на замену Марсьяль, Кавани и Рашфорд создали голевой момент: Марсьяль вошёл в штрафную соперника, отдал передачу на Кавани, который прострелил низом на дальнюю штангу, где уже был Рашфорд, замкнувший эту атаку. «Юнайтед» одержал важную победу, поднявшись на 4-ю строчку турнирной таблицы Премьер-лиги. Лучшим игроком матча был признан Давид де Хеа.
Лучшим игроком января в команде в третий раз подряд был признан Давид де Хеа. Де Хеа также получил награду «Игрок месяца английской Премьер-лиги» за свою игру в январе.
| 3 января 2022 21 тур | Манчестер Юнайтед                      | 0:1                                                  | Вулверхэмптон Уондерерс   | Манчестер |
| 17:30 | - Мактоминей 49' - Шоу 57' - Матич 74' | (отчёт Премьер-лиги) (отчёт BBC Sport) (отчёт клуба) | - Моутинью 82′ - Са 90+4' | Стадион: «Олд Траффорд» Зрителей: 73 045 Судья: Майк Дин Помощники судьи: Даррен Канн, Эдди Смарт Видеопомощник судьи (VAR): Андре Марринер Ассистент видеопомощника судьи (AVAR): Гари Безуик Резервный судья: Роберт Джонс |
| Манчестер Юнайтед: де Хеа, Уан-Биссака (Эланга, 84'), Варан, Джонс, Шоу, Мактоминей, Матич, Санчо (Рашфорд, 75'), Гринвуд, Кавани, Криштиану Роналду |                                        |                                                      |                           | |

| 15 января 2022 22 тур | Астон Вилла                           | 2:2                                                  | Манчестер Юнайтед                  | Бирмингем |
| 17:30 | - Динь 27' - Рэмзи 77′ - Коутиньо 81′ | (отчёт Премьер-лиги) (отчёт BBC Sport) (отчёт клуба) | - Фернандеш 6′ 46' 67′ - Матич 31' | Стадион: «Вилла Парк» Зрителей: 41 968 Судья: Дэвид Кут Помощники судьи: Гари Безуик, Ник Хоптон Видеопомощник судьи (VAR): Майк Дин Ассистент видеопомощника судьи (AVAR): Дэн Робатан Резервный судья: Крис Кавана |
| Манчестер Юнайтед: де Хеа, Дало, Линделёф, Варан, Теллес, Матич, Фред, Фернандеш (ван де Бек, 89'), Гринвуд (Лингард, 89'), Эланга (Санчо, 78'), Кавани |                                       |                                                      |                                    | |

| 19 января 2022 17 тур (отложенный матч) | Брентфорд | 1:3                                                  | Манчестер Юнайтед                        | Брентфорд |
| 20:00 | Тоуни 85′ | (отчёт Премьер-лиги) (отчёт BBC Sport) (отчёт клуба) | - Эланга 55′ - Гринвуд 62′ - Рашфорд 77′ | Стадион: «Брентфорд Коммьюнити» Судья: Андре Марринер Помощники судьи: Саймон Лонг, Скотт Леджер Видеопомощник судьи (VAR): Пол Тирни Ассистент видеопомощника судьи (AVAR): Нил Дейвис Резервный судья: Энди Мэдли |
| Манчестер Юнайтед: де Хеа, Дало, Линделёф, Варан, Теллес, Мактоминей (Матич, 85'), Фред, Гринвуд (Рашфорд, 71'), Фернандеш, Эланга, Криштиану Роналду (Магуайр, 71') |           |                                                      |                                          | |

| 22 января 2022 23 тур | Манчестер Юнайтед             | 1:0                                                  | Вест Хэм Юнайтед | Манчестер |
| 15:00 | - Магуайр 56' - Рашфорд 90+3′ | (отчёт Премьер-лиги) (отчёт BBC Sport) (отчёт клуба) | Райс 63'         | Стадион: «Олд Траффорд» Зрителей: 73 130 Судья: Джонатан Мосс Помощники судьи: Марк Перри, Тимоти Вуд Видеопомощник судьи (VAR): Пол Тирни Ассистент видеопомощника судьи (AVAR): Иан Хассин Резервный судья: Майкл Солсбери |
| Манчестер Юнайтед: де Хеа, Дало, Варан, Магуайр, Теллес, Мактоминей, Фред (Кавани, 82'), Гринвуд (Марсьяль, 82'), Фернандеш, Эланга (Рашфорд, 62'), Криштиану Роналду |                               |                                                      |                  | |

#### Февраль

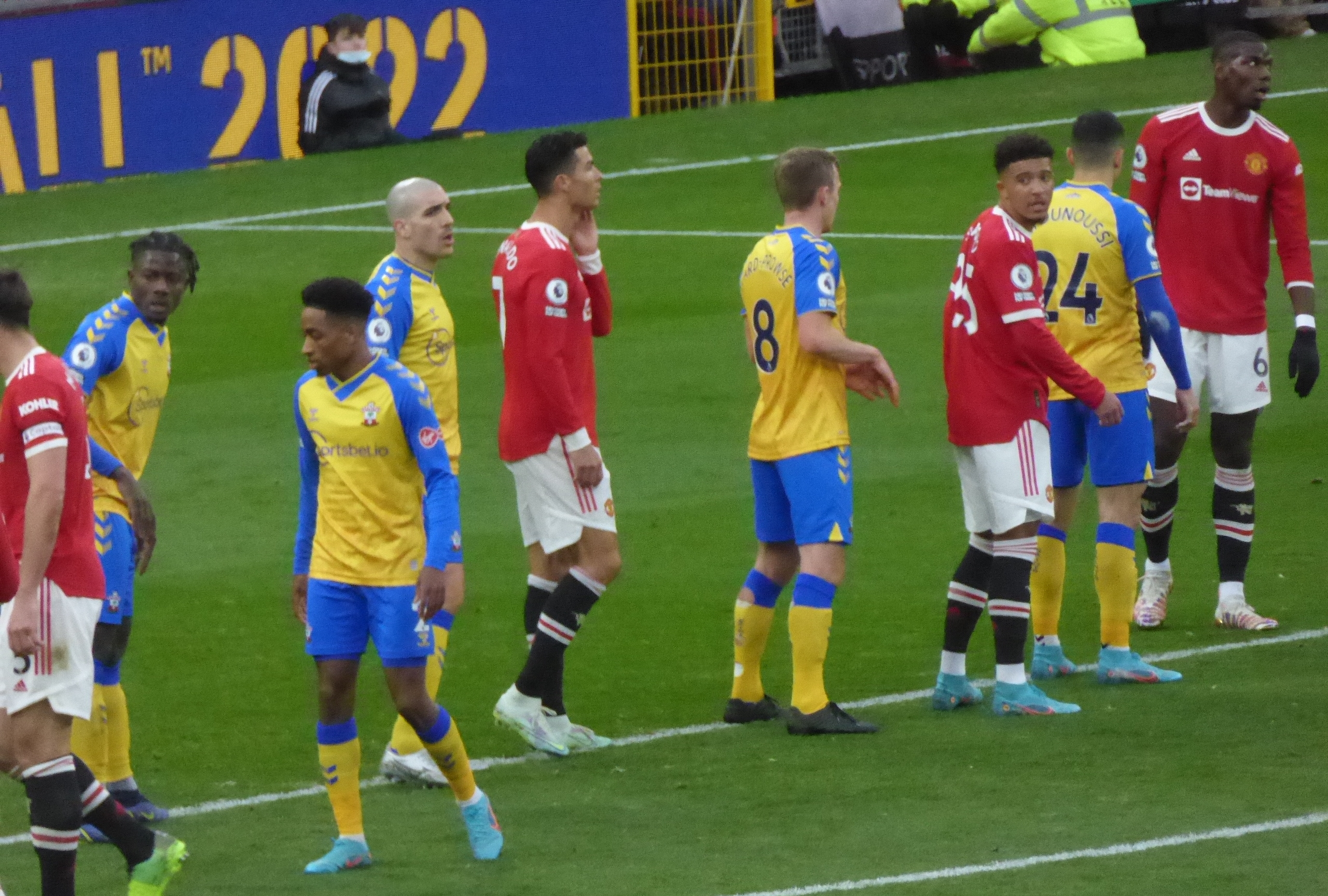
Матч против «Саутгемптона» 12 февраля

В матче 24 тура «Юнайтед» на выезде сыграл против «Бернли». Гости доминировали в первом тайме. На 12-й минуте Варан забил ударом головой, но гол не был засчитан из-за офсайда после просмотра VAR. На 18-й минуте Погба, сыгравший в Премьер-лиге впервые с октября 2021 года, открыл счёт ударом в верхний правый угол ворот. Опасные удары Кавани, Фернандеша и Рашфорда в первом тайме были отбиты Ником Поупом. После просмотра видеоповтора также был отменён автогол Джоша Браунхилла, срезавшего мяч в свои ворота после подачи Рашфорда — судьи усмотрели нарушение правил со стороны Погба в эпизоде, предшествующему автоголу. В начале второго тайма «Бернли» сравнял счёт усилиями Джея Родригеса. Вегхорст имел шанс вывести «Бернли» вперёд, но его удар взял де Хеа. Варан после передачи Рашфорда также мог забить, но его удар пяткой был выбит Беном Ми. В итоге матч завершился вничью 1:1.
«Юнайтед» опустился на пятую строчку в турнирной таблице.
В матче 25 тура «Юнайтед» дома сыграл против «Саутгемптона». Хозяева открыли счёт на 21-й минуте, когда Джейдон Санчо замкнул передачу Рашфорда. На 48-й минуте после удара Че Адамса мяч рикошетом от дальней штанги попал в ворота де Хеа. «Юнайтед» завершил третий подряд матч вничью со счётом 1:1, во всех трёх случаях открывая счёт в первом тайме и пропуская гол после перерыва. В послематчевом интервью Рангник признал, что его команда «испытывает трудности с сохранением собранности более чем на полчаса». Лучшим игроком матча был признан Давид де Хеа.
В перенесённом матче 18 тура «Юнайтед» дома принял «Брайтон энд Хоув Альбион». Первый тайм завершился без забитых мячей. На 51-й минуте Криштиану Роналду после передачи Мактоминея точно послал мяч в правый нижний угол ворот соперника. Три минуты спустя капитан команды гостей был удалён за грубый фол. Уже в добавленное время Фернандеш с передачи Погба забил второй гол. «Юнайтед» одержал победу со счётом 2:0 и временно поднялся на 4-ю строчку турнирной таблицы. Лучшим игроком матча был признан Криштиану Роналду.
В матче 26 тура «Юнайтед» на выезде сыграл против «Лидс Юнайтед». Игра прошла под проливным дождём. Счёт в игре на 34-й минуте забил Магуайр после подачи Шоу с углового. В концовке первого тайма Фернандеш удвоил преимущество «Юнайтед», головой отправив мяч в сетку ворот соперника после кросса Санчо. На 53-й минуте кросс Родриго попал в дальний верхний угол ворот, пролетев над головой де Хеа, а минуту спустя Рафинья сравнял счёт. Рангник выпустил на поле Фреда и Антони Эланга, и оба забили: сначала Фред на 70-й минуте с подачи Санчо, затем Эланга на 88-й минуте с подачи Фернандеша. Таким образом, в «дерби роз» одержала победу «красная» команда со счётом 4:2. Лучшим игроком матча был признан Джейдон Санчо, сделавший две голевые передачи.
В матче 27 тура «Юнайтед» дома сыграл с «Уотфордом». Несмотря на 67-процентное владение мячом и 22 удара по воротам соперника хозяева не смогли забить, и матч завершился безголевой ничьей. «Уотфорд» впервые в истории выступлений в Премьер-лиги заработал очко на «Олд Траффорд». Лучшим игроком матча был признан вратарь «Уотфорда» Бен Фостер.
Лучшим игроком февраля в команде был признан Джейдон Санчо.
| 8 февраля 2022 24 тур | Бернли                                      | 1:1                                                  | Манчестер Юнайтед         | Бернли |
| 20:00 | - Родригес 47′ - Питерс 74' - Браунхилл 77' | (отчёт Премьер-лиги) (отчёт BBC Sport) (отчёт клуба) | - Погба 18′ - Магуайр 62' | Стадион: «Терф Мур» Зрителей: 21 233 Судья: Майк Дин Помощники судьи: Иан Хассин, Эдди Смарт Видеопомощник судьи (VAR): Стюарт Аттуэлл Ассистент видеопомощника судьи (AVAR): Дэн Робатан Резервный судья: Тони Харрингтон |
| Манчестер Юнайтед: де Хеа, Дало, Варан, Магуайр, Шоу, Мактоминей (Лингард, 80'), Погба, Санчо, Фернандеш, Рашфорд (Эланга, 85'), Кавани (Криштиану Роналду, 68') |                                             |                                                      |                           | |

| 12 февраля 2022 25 тур | Манчестер Юнайтед                                                    | 1:1                                                  | Саутгемптон | Манчестер |
| 12:30 | - Санчо 21′ - Рашфорд 16' - Мактоминей 31' - Погба 85' - Лингард 90' | (отчёт Премьер-лиги) (отчёт BBC Sport) (отчёт клуба) | Адамс 48′   | Стадион: «Олд Траффорд» Зрителей: 73 084 Судья: Стюарт Аттуэлл Помощники судьи: Адам Нанн, Ник Хоптон Видеопомощник судьи (VAR): Джарред Джиллетт Ассистент видеопомощника судьи (AVAR): Нил Дейвис Резервный судья: Дэвид Кут |
| Манчестер Юнайтед: де Хеа, Дало, Варан, Магуайр, Шоу, Мактоминей (Эланга, 75'), Погба, Фернандеш, Санчо, Рашфорд (Лингард, 82'), Криштиану Роналду |                                                                      |                                                      |             | |

| 15 февраля 2022 18 тур (перенесённый матч) | Манчестер Юнайтед                                       | 2:0                                                  | Брайтон энд Хоув Альбион     | Манчестер |
| 20:15 | - Криштиану Роналду 51′ - Фернандеш 53' 90+7′ - Шоу 72' | (отчёт Премьер-лиги) (отчёт BBC Sport) (отчёт клуба) | - Данк 54' - Макаллистер 85' | Стадион: «Олд Траффорд» Судья: Питер Бэнкс Помощники судьи: Нил Дейвис, Ник Хоптон Видеопомощник судьи (VAR): Джарред Джиллетт Ассистент видеопомощника судьи (AVAR): Эдди Смарт Резервный судья: Кевин Френд |
| Манчестер Юнайтед: де Хеа, Дало, Линделёф, Магуайр, Шоу, Мактоминей, Фред (Погба, 73'), Фернандеш, Эланга (Рашфорд, 79'), Санчо (Теллес, 79'), Криштиану Роналду |                                                         |                                                      |                              | |

| 20 февраля 2022 26 тур | Лидс Юнайтед                                                                                      | 2:4                                                  | Манчестер Юнайтед                                                                                            | Лидс |
| 14:00 | - Родриго 53′ - Рафинья 54′ 81' - Стрёйк 61' - Эйлинг 68' - Форшоу 76' - Фирпо 90+2' - Клих 90+5' | (отчёт Премьер-лиги) (отчёт BBC Sport) (отчёт клуба) | - Криштиану Роналду 54' - Магуайр 34′ - Фернандеш 45+5′ - Фред 70′ - Мактоминей 78' - Эланга 88′ - Шоу 90+2' | Стадион: «Элланд Роуд» Судья: Пол Тирни Помощники судьи: Ли Беттс, Нил Дейвис Видеопомощник судьи (VAR): Крис Кавана Ассистент видеопомощника судьи (AVAR): Адам Нанн Резервный судья: Майк Дин |
| Манчестер Юнайтед: де Хеа, Уан-Биссака, Линделёф, Магуайр, Шоу, Мактоминей, Погба (Фред, 67'), Лингард (Эланга, 67'), Фернандеш, Санчо, Криштиану Роналду (Варан, 85') |                                                                                                   |                                                      | | |

| 26 февраля 2022 27 тур | Манчестер Юнайтед | 0:0                                                  | Уотфорд | Манчестер |
| 15:00 |                   | (отчёт Премьер-лиги) (отчёт BBC Sport) (отчёт клуба) |         | Стадион: «Олд Траффорд» Судья: Джон Брукс Помощники судьи: Нил Дейвис, Мэттью Уилкс Видеопомощник судьи (VAR): Майкл Оливер Ассистент видеопомощника судьи (AVAR): Скотт Леджер Резервный судья: Дэвид Кут |
| Манчестер Юнайтед: де Хеа, Уан-Биссака, Линделёф, Варан, Теллес (Шоу, 74'), Матич (Рашфорд, 74'), Фред (Санчо, 62'), Эланга, Фернандеш, Погба, Криштиану Роналду |                   |                                                      |         | |

#### Март

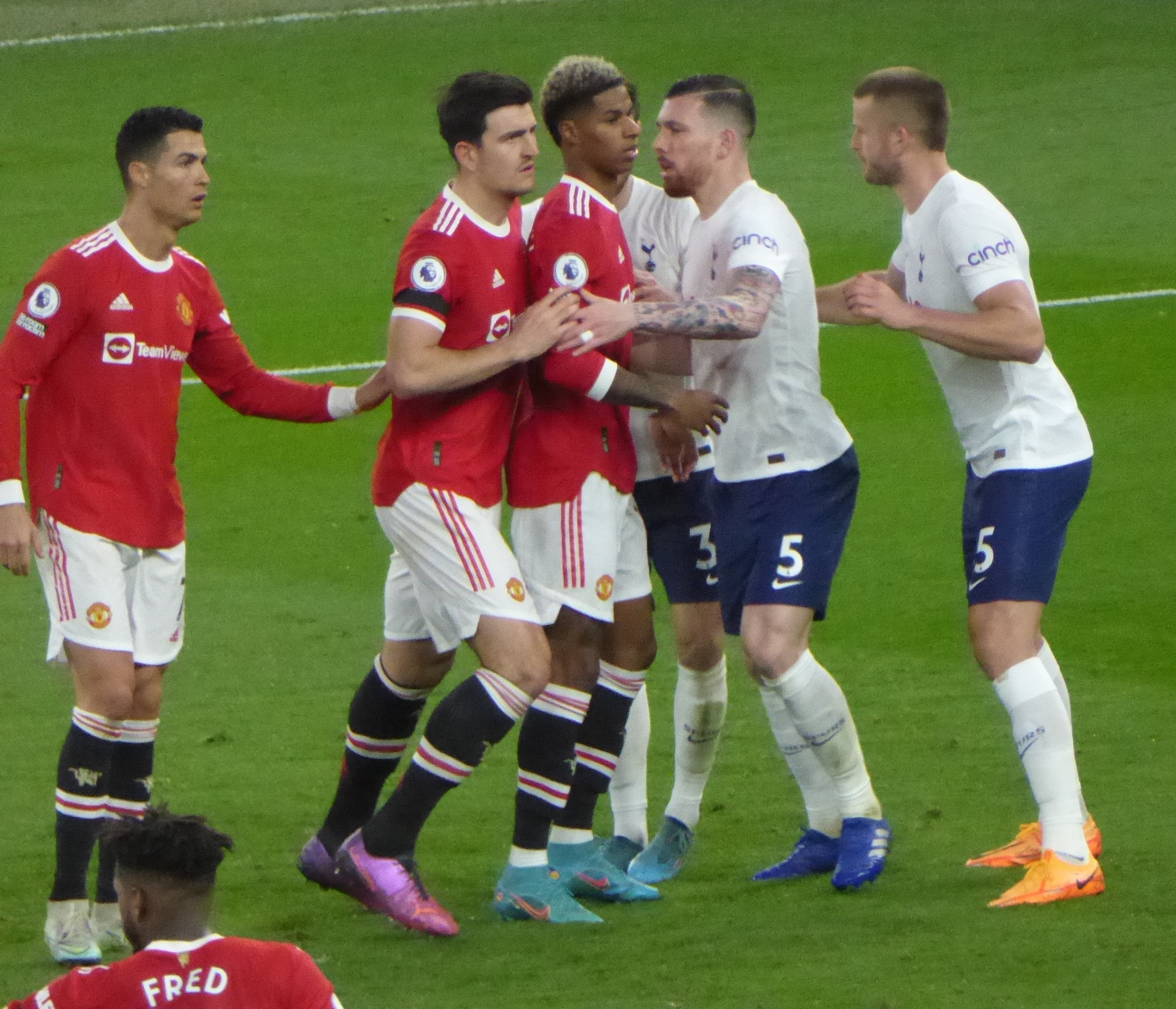
Матч против «Тоттенхэм Хотспур» 12 марта

В матче 28 тура «Юнайтед» на выезде сыграл в манчестерском дерби против «Манчестер Сити». Матч завершился поражением гостей со счётом 1:4. Единственный гол за «Юнайтед» забил Джейдон Санчо.
В матче 29 тура «Юнайтед» дома сыграл против «Тоттенхэм Хотспур». Матч завершился победой хозяев со счётом 3:2 благодаря хет-трику Криштиану Роналду.
Лучшим игроком марта в команде был признан Криштиану Роналду.
| 6 марта 2022 28 тур | Манчестер Сити                        | 4:1                                                  | Манчестер Юнайтед         | Манчестер |
| 16:30 | - де Брёйне 5′ 28′ - Махрез 68′ 90+1′ | (отчёт Премьер-лиги) (отчёт BBC Sport) (отчёт клуба) | - Санчо 22′ - Магуайр 63' | Стадион: «Этихад» Зрителей: 53 165 Судья: Майкл Оливер Помощники судьи: Саймон Беннетт, Скотт Леджер Видеопомощник судьи (VAR): Стюарт Аттуэлл Ассистент видеопомощника судьи (AVAR): Даррен Канн Резервный судья: Энди Мэдли |
| Манчестер Юнайтед: де Хеа, Уан-Биссака, Линделёф, Магуайр, Теллес, Мактоминей, Фред, Погба (Рашфорд, 64'), Эланга (Лингард, 64'), Фернандеш, Санчо |                                       |                                                      |                           | |

| 12 марта 2022 29 тур | Манчестер Юнайтед                                      | 3:2                                                  | Тоттенхэм Хотспур                                  | Манчестер |
| 17:30 | - Криштиану Роналду 12′ 38′ 81′ - Фред 34' - Погба 85' | (отчёт Премьер-лиги) (отчёт BBC Sport) (отчёт клуба) | - Дайер 30' - Кейн 35′ (пен.) - Магуайр 72′ (авт.) | Стадион: «Олд Траффорд» Зрителей: 73 458 Судья: Джонатан Мосс Помощники судьи: Марк Перри, Тимоти Вуд Видеопомощник судьи (VAR): Андре Марринер Ассистент видеопомощника судьи (AVAR): Ник Хоптон Резервный судья: Крейг Поусон |
| Манчестер Юнайтед: де Хеа, Дало, Варан, Магуайр, Теллес, Матич (Кавани, 80'), Фред, Погба, Рашфорд (Эланга, 68'), Санчо, Криштиану Роналду (Линделёф, 83') |                                                        |                                                      |                                                    | |

#### Апрель
| 2 апреля 2022 31 тур | Манчестер Юнайтед                    | 1:1                                                  | Лестер Сити                                | Манчестер |
| 17:30 | - Шоу 5' - Мактоминей 49' - Фред 66′ | (отчёт Премьер-лиги) (отчёт BBC Sport) (отчёт клуба) | - Фофана 16' - Тилеманс 30' - Ихеаначо 63′ | Стадион: «Олд Траффорд» Зрителей: 73 444 Судья: Андре Марринер Помощники судьи: Даррен Канн, Иан Хассин Видеопомощник судьи (VAR): Майкл Оливер Ассистент видеопомощника судьи (AVAR): Саймон Лонг Резервный судья: Мартин Аткинсон |
| Манчестер Юнайтед: де Хеа, Дало, Варан, Магуайр, Шоу (Теллес, 45'), Мактоминей (Рашфорд, 55'), Фред, Погба (Матич, 74'), Эланга, Фернандеш, Санчо |                                      |                                                      |                                            | |

| 9 апреля 2022 32 тур | Эвертон                        | 1:0                                                  | Манчестер Юнайтед                   | Ливерпуль |
| 12:30 | - Гордон 27′ 75' - Пикфорд 86' | (отчёт Премьер-лиги) (отчёт BBC Sport) (отчёт клуба) | - Погба 51' - Криштиану Роналду 86' | Стадион: «Гудисон Парк» Зрителей: 39 080 Судья: Джонатан Мосс Помощники судьи: Марк Перри, Тимоти Вуд Видеопомощник судьи (VAR): Энди Мэдли Ассистент видеопомощника судьи (AVAR): Эдди Смарт Резервный судья: Мартин Аткинсон |
| Манчестер Юнайтед: де Хеа, Уан-Биссака, Линделёф, Магуайр, Теллес, Матич (Мата, 64'), Фред (Погба, 36'), Санчо, Фернандеш, Рашфорд (Эланга, 64'), Криштиану Роналду |                                |                                                      |                                     | |

| 16 апреля 2022 33 тур | Манчестер Юнайтед            | 3:2                                                  | Норвич Сити                | Манчестер |
| 15:00 | Криштиану Роналду 7′ 32′ 76′ | (отчёт Премьер-лиги) (отчёт BBC Sport) (отчёт клуба) | - Дауэлл 45+1′ - Пукки 52′ | Стадион: «Олд Траффорд» Зрителей: 73 381 Судья: Эндрю Мэдли Помощники судьи: Саймон Бек, Эдриан Холмс Видеопомощник судьи (VAR): Майк Дин Ассистент видеопомощника судьи (AVAR): Скотт Леджер Резервный судья: Джонатан Мосс |
| Манчестер Юнайтед: де Хеа, Дало, Магуайр, Линделёф, Теллес (Рашфорд, 74'), Погба (Мата, 74'), Лингард (Матич, 63'), Фернандеш, Эланга, Санчо, Криштиану Роналду |                              |                                                      |                            | |

| 19 апреля 2022 30 тур (перенесённый матч) | Ливерпуль                                        | 4:0                                                  | Манчестер Юнайтед            | Ливерпуль |
| 20:00 | - Диас 5′ - Салах 22′ 85′ - Мане 68′ - Кейта 86' | (отчёт Премьер-лиги) (отчёт BBC Sport) (отчёт клуба) | - Межбри 88' - Фернандеш 89' | Стадион: «Энфилд» Зрителей: 52 686 Судья: Мартин Аткинсон Помощники судьи: Константин Хадзидакис, Ричард Уэст Видеопомощник судьи (VAR): Пол Тирни Ассистент видеопомощника судьи (AVAR): Гарри Леннард Резервный судья: Крис Кавана |
| Ливерпуль: де Хеа, Уан-Биссака, Джонс (Санчо, 46'), Магуайр, Линделёф, Дало, Матич, Погба (Лингард, 10'), Фернандеш, Эланга (Межбри, 84'), Рашфорд |                                                  |                                                      |                              | |

| 23 апреля 2022 34 тур | Арсенал                                                            | 3:1                                                  | Манчестер Юнайтед                                                         | Лондон |
| 12:30 | - Тавариш 3′ 68' - Сака 32′ (пен.) - Джака 67' 70′ - эль-Ненни 79' | (отчёт Премьер-лиги) (отчёт BBC Sport) (отчёт клуба) | - Теллес 31' - Криштиану Роналду 34′ 90+2' - Фернандеш 76' - Линделёф 82' | Стадион: «Эмирейтс» Зрителей: 60 223 Судья: Крейг Поусон Помощники судьи: Эдди Смарт, Дэн Робатан Видеопомощник судьи (VAR): Джарред Джиллет Ассистент видеопомощника судьи (AVAR): Шан Мэсси-Эллис Резервный судья: Дэвид Кут |
| Манчестер Юнайтед: де Хеа, Дало, Линделёф, Варан, Теллес, Матич (Лингард, 78'), Мактоминей, Эланга (Рашфорд, 78'), Фернандеш (Мата, 83'), Санчо, Криштиану Роналду |                                                                    |                                                      |                                                                           | |

| 28 апреля 2022 37 тур (перенесённый матч) | Манчестер Юнайтед     | 1:1                                                  | Челси      | Манчестер |
| 19:45 | Криштиану Роналду 62′ | (отчёт Премьер-лиги) (отчёт BBC Sport) (отчёт клуба) | Алонсо 60′ | Стадион: «Олд Траффорд» Зрителей: 73 564 Судья: Майк Дин Помощники судьи: Иан Хассин, Даррен Канн Видеопомощник судьи (VAR): Джон Брукс Ассистент видеопомощника судьи (AVAR): Тимоти Вуд Резервный судья: Роберт Джонс |
| Манчестер Юнайтед: де Хеа, Дало, Линделёф, Варан, Теллес, Матич (Джонс, 79'), Мактоминей, Эланга (Гарначо, 90'), Фернандеш, Рашфорд (Мата, 79'), Криштиану Роналду |                       |                                                      |            | |

#### Май
| 2 мая 2022 35 тур | Манчестер Юнайтед                                                     | 3:0                                                  | Брентфорд | Манчестер |
| 20:00 | - Фернандеш 9′ - Матич 54' - Криштиану Роналду 61′ (пен.) - Варан 72′ | (отчёт Премьер-лиги) (отчёт BBC Sport) (отчёт клуба) |           | Стадион: «Олд Траффорд» Зрителей: 73 482 Судья: Крис Кавана Помощники судьи: Саймон Беннетт, Гарри Леннард Видеопомощник судьи (VAR): Пол Тирни Ассистент видеопомощника судьи (AVAR): Шан Мэсси-Эллис Резервный судья: Дэвид Кут |
| Манчестер Юнайтед: де Хеа, Дало, Линделёф, Варан, Теллес, Матич (Фред, 71'), Мактоминей, Мата (Джонс, 74'), Фернандеш, Эланга (Кавани, 74'), Криштиану Роналду |                                                                       |                                                      |           | |

| 7 мая 2022 36 тур | Брайтон энд Хоув Альбион                                | 4:0                                                  | Манчестер Юнайтед                  | Брайтон |
| 15:00 | - Кайседо 15′ - Кукурелья 49′ - Грос 57′ - Троссард 60′ | (отчёт Премьер-лиги) (отчёт BBC Sport) (отчёт клуба) | - Криштиану Роналду 45' - Дало 47' | Стадион: «Амэкс» Зрителей: 31 637 Судья: Энди Мэдли Помощники судьи: Даррен Канн, Эдриан Холмс Видеопомощник судьи (VAR): Крис Кавана Ассистент видеопомощника судьи (AVAR): Адам Нанн Резервный судья: Джон Брукс |
| Манчестер Юнайтед: де Хеа, Дало, Линделёф, Варан, Теллес, Мактоминей, Матич (Фред, 46'), Мата (Магуайр, 70'), Фернандеш, Эланга (Кавани, 46'), Криштиану Роналду |                                                         |                                                      |                                    | |

| 22 мая 2022 38 тур | Кристал Пэлас                    | 1:0                                                  | Манчестер Юнайтед                                       | Лондон                                          |
| 16:00 | - Заа 37′ - Хьюз 43' - Эдуар 63' | (отчёт Премьер-лиги) (отчёт BBC Sport) (отчёт клуба) | - Межбри 44' - Диогу 59' - Линделёф 84' - Фернандеш 90' | Стадион: «Селхерст Парк» Судья: Мартин Аткинсон |
| Манчестер Юнайтед: де Хеа, Дало (Гарначо, 80'), Линделёф, Магуайр, Теллес, Мактоминей, Фред (Шоретире, 75'), Эланга, Межбри (Мата, 62'), Фернандеш, Кавани |                                  |                                                      |                                                         |                                                 |

## Кубок Английской футбольной лиги
Как участник еврокубков, «Юнайтед» получил путёвку в третий раунд Кубка Английской футбольной лиги. Жеребьёвка третьего раунда турнира прошла 25 августа 2021 года. Согласно её результатам «красные дьяволы» встретились с клубом Премьер-лиги «Вест Хэм Юнайтед».
| 22 сентября 2021 3 раунд | Манчестер Юнайтед | 0:1     | Вест Хэм Юнайтед        | Манчестер                                                     |
| 19:45 BST |                   | (отчёт) | - Лансини 9′ - Нобл 57' | Стадион: «Олд Траффорд» Зрителей: 72 568 Судья: Джонатан Мосс |
| Манчестер Юнайтед: Хендерсон, Дало, Байи, Линделёф, Теллес (Эланга, 73'), Матич, ван де Бек, Мата (Гринвуд, 62'), Лингард (Фернандеш, 72'), Санчо, Марсьяль |                   |         |                         |                                                               |

## Кубок Англии
«Юнайтед» начал выступления в Кубке Англии с третьего раунда, в котором встретился с клубом Премьер-лиги «Астон Вилла». Единственный гол в матче на 8-й минуте ударом головой забил Скотт Мактоминей после подачи Фреда.
| 10 января 2022 3 раунд | Манчестер Юнайтед                               | 1:0     | Астон Вилла | Манчестер                                                    |
| 19:55 | - Мактоминей 8′ - Фред 65' - Шоу 68' - Дало 70' | (отчёт) | Рэмзи 11'   | Стадион: «Олд Траффорд» Зрителей: 72 911 Судья: Майкл Оливер |
| Манчестер Юнайтед: де Хеа, Дало, Линделёф, Варан, Шоу, Мактоминей, Фред, Гринвуд, Фернандеш (Лингард, 86'), Рашфорд (Эланга, 86'), Кавани (ван де Бек, 72') |                                                 |         |             |                                                              |

| 4 февраля 2022 4 раунд | Манчестер Юнайтед                   | 1:1 (доп. вр.) (7:8 пен.)                                                | Мидлсбро                   | Манчестер                                                     |
| 20:00 | - Санчо 25′ - Погба 42' - Фред 114' | (отчёт)                                                                  | - Крукс 64′ - Тавернье 71' | Стадион: «Олд Траффорд» Зрителей: 71 871 Судья: Энтони Тейлор |
| | Пенальти                            |                                                                          |                            |                                                               |
| - Мата - Магуйар - Фред - Криштиану Роналду - Фернандеш - Мактоминей - Дало - Эланга                                                                                         |                                     | - Макнейр - Пайеро - Хоусон - Тавернье - Бамба - Уотмор - Фрай - Пелтьер |                            |                                                               |
| Манчестер Юнайтед: Хендерсон, Дало, Варан (Джонс, 90'), Магуайр, Шоу, Погба (Фред, 82'), Мактоминей, Фернандеш, Рашфорд (Эланга, 82'), Санчо (Мата, 100'), Криштиану Роналду |                                     |                                                                          |                            |                                                               |

## Лига чемпионов УЕФА

### Групповой этап
«Юнайтед» начал выступления в Лиге чемпионов с группового этапа. По итогам жеребьёвки команда попала в группу F с испанским «Вильярреалом», итальянской «Аталантой» и швейцарским «Янг Бойз».
После выездной победы над «Вильярреалом» 23 ноября «Юнайтед» обеспечил себе первое место в группе и выход в стадию плей-офф Лиги чемпионов.
| Поз | Команда           | И | В | Н | П | МЗ | МП | РМ | О  | Квалификация                    |
| --- | ----------------- | - | - | - | - | -- | -- | -- | -- | ------------------------------- |
| 1   | Манчестер Юнайтед | 6 | 3 | 2 | 1 | 11 | 8  | +3 | 11 | Выход в плей-офф Лиги чемпионов |
| 2   | Вильярреал        | 6 | 3 | 1 | 2 | 12 | 9  | +3 | 10 | Выход в плей-офф Лиги чемпионов |
| 3   | Аталанта          | 6 | 1 | 3 | 2 | 12 | 13 | −1 | 6  | Выбывание в Лигу Европы         |
| 4   | Янг Бойз          | 6 | 1 | 2 | 3 | 7  | 12 | −5 | 5  |                                 |

| 14 сентября 2021 | Янг Бойз                                                    | 2:1     | Манчестер Юнайтед                                     | Берн                                                        |
| 18:45 CEST | - Фасснахт 45+1' - Мартинш 50' - Нгамалё 66′ - Сибачо 90+5′ | (отчёт) | - Криштиану Роналду 13′ - Уан-Биссака 35' - Варан 64' | Стадион: «Ванкдорф» Зрителей: 31 120 Судья: Франсуа Летесье |
| Манчестер Юнайтед: де Хеа, Уан-Биссака, Линделёф, Магуайр, Шоу, Фред (Марсьяль, 89'), ван де Бек (Варан, 45'), Санчо (Дало, 37'), Фернандеш (Матич, 72'), Погба, Криштиану Роналду (Лингард, 72') |                                                             |         |                                                       |                                                             |

| 29 сентября 2021 | Манчестер Юнайтед                                              | 2:1     | Вильярреал                                                          | Манчестер                                                     |
| 21:00 CEST (20:00 BST) | - Теллес 60′ 71' - Гринвуд 68' - Криштиану Роналду 90+5′ 90+6' | (отчёт) | - Алькасер 53′ - Морено 59' - Пино 67' - Альбиоль 68' - Пенья 90+1' | Стадион: «Олд Траффорд» Зрителей: 73 310 Судья: Феликс Цвайер |
| Манчестер Юнайтед: де Хеа, Дало, Линделёф, Варан, Теллес (Фред, 89'), Мактоминей, Погба (Кавани, 75'), Гринвуд (Лингард, 89'), Фернандеш, Санчо (Матич, 75'), Криштиану Роналду |                                                                |         |                                                                     |                                                               |

| 20 октября 2021 | Манчестер Юнайтед                                                                          | 3:2     | Аталанта                                                                 | Манчестер                                                      |
| 21:00 CEST (20:00 BST) | - Рашфорд 53′ - Шоу 64' - Магуайр 75′ - Криштиану Роналду 81′ - Матич 90+3' - Кавани 90+4' | (отчёт) | - Пашалич 15′ 57' - Демирал 29′ - Ловато 55' - де Рон 57' - Паломино 80' | Стадион: «Олд Траффорд» Зрителей: 72 279 Судья: Шимон Марциняк |
| Манчестер Юнайтед: де Хеа, Уан-Биссака, Линделёф, Магуайр, Шоу, Мактоминей (Погба, 66'), Фред (Матич, 88'), Гринвуд (Санчо, 73'), Фернандеш, Рашфорд (Кавани, 66'), Криштиану Роналду |                                                                                            |         |                                                                          |                                                                |

| 2 ноября 2021 | Аталанта                  | 2:2     | Манчестер Юнайтед                                | Бергамо                                                                  |
| 21:00 CET | - Иличич 12′ - Сапата 56′ | (отчёт) | - Криштиану Роналду 45+1′ 90+1′ - Мактоминей 51' | Стадион: «Атлети Адзурри д’Италия» Зрителей: 14 443 Судья: Славко Винчич |
| Манчестер Юнайтед: де Хеа, Уан-Биссака, Байи, Варан (Гринвуд, 38'), Магуайр, Шоу, Мактоминей (Санчо, 87'), Погба (Матич, 69'), Фернандеш (ван де Бек, 87'), Рашфорд (Кавани, 69'), Криштиану Роналду |                           |         |                                                  |                                                                          |

| 23 ноября 2021 | Вильярреал | 0:2     | Манчестер Юнайтед                                    | Вильярреаль                                                           |
| 18:45 CET | Пино 33'   | (отчёт) | - ван де Бек 41' - Криштиану Роналду 78′ - Санчо 90′ | Стадион: «Эстадио де ла Серамика» Зрителей: 20 875 Судья: Феликс Брых |
| Манчестер Юнайтед: де Хеа, Уан-Биссака, Линделёф, Магуайр, Теллес, Мактоминей, Фред, Санчо (Мата, 90+3'), ван де Бек (Фернандеш, 66'), Марсьяль (Рашфорд, 66'), Криштиану Роналду (Матич, 90+1') |            |         |                                                      |                                                                       |

| 8 декабря 2021 | Манчестер Юнайтед           | 1:1     | Янг Бойз  | Манчестер                                                     |
| 21:00 CET (20:00 GMT) | - Гринвуд 9′ - Шоретире 79' | (отчёт) | Ридер 42′ | Стадион: «Олд Траффорд» Зрителей: 73 156 Судья: Бенуа Бастьен |
| Манчестер Юнайтед: Хендерсон (Хитон, 68'), Уан-Биссака, Байи, Матич, Шоу (Менги, 61'), ван де Бек, Диалло (Шоретире, 68'), Мата (Сэвидж, 89'), Лингард (Икбал, 89'), Эланга, Гринвуд |                             |         |           |                                                               |

### Плей-офф

#### 1/8 финала
По результатам жеребьёвки в 1/8 финала Лиги чемпионов «Манчестер Юнайтед» встретился с испанским клубом «Атлетико Мадрид». Первый матч прошёл 23 февраля (ничья 1:1), ответный состоялся 15 марта 2022 года (поражение 0:1).
| 23 февраля 2022 | Атлетико Мадрид                                                        | 1:1     | Манчестер Юнайтед                                                           | Мадрид                                                          |
| 21:00 CET | - Феликс 7′ - Эррера 45+1' - Рейнилду 63' - Льоренте 77' - Хименес 78' | (отчёт) | - Шоу 50' - Линделёф 60' - Рашфорд 65' - Фред 74' - Эланга 80′ - Теллес 83' | Стадион: «Метрополитано» Зрителей: 63 273 Судья: Овидиу Хацеган |
| Манчестер Юнайтед: де Хеа, Линделёф (Уан-Биссака, 66'), Варан, Магуайр, Шоу (Теллес, 67'), Фред, Погба (Матич, 66'), Рашфорд (Эланга, 75'), Фернандеш, Санчо (Лингард, 82'), Криштиану Роналду |                                                                        |         |                                                                             |                                                                 |

| 15 марта 2022 | Манчестер Юнайтед      | 0:1     | Атлетико Мадрид                        | Манчестер                                                     |
| 21:00 CET (20:00 GMT) | - Матич 81' - Дало 87' | (отчёт) | - Лоди 41′ - де Пауль 43' - Эррера 81' | Стадион: «Олд Траффорд» Зрителей: 73 008 Судья: Славко Винчич |
| Манчестер Юнайтед: де Хеа, Дало, Варан, Магуайр (Мата, 84'), Теллес, Мактоминей (Матич, 67'), Фред (Кавани, 75'), Эланга (Рашфорд, 67'), Фернандеш (Погба, 67'), Санчо, Криштиану Роналду |                        |         |                                        |                                                               |

## Статистика

### Матчи и голы

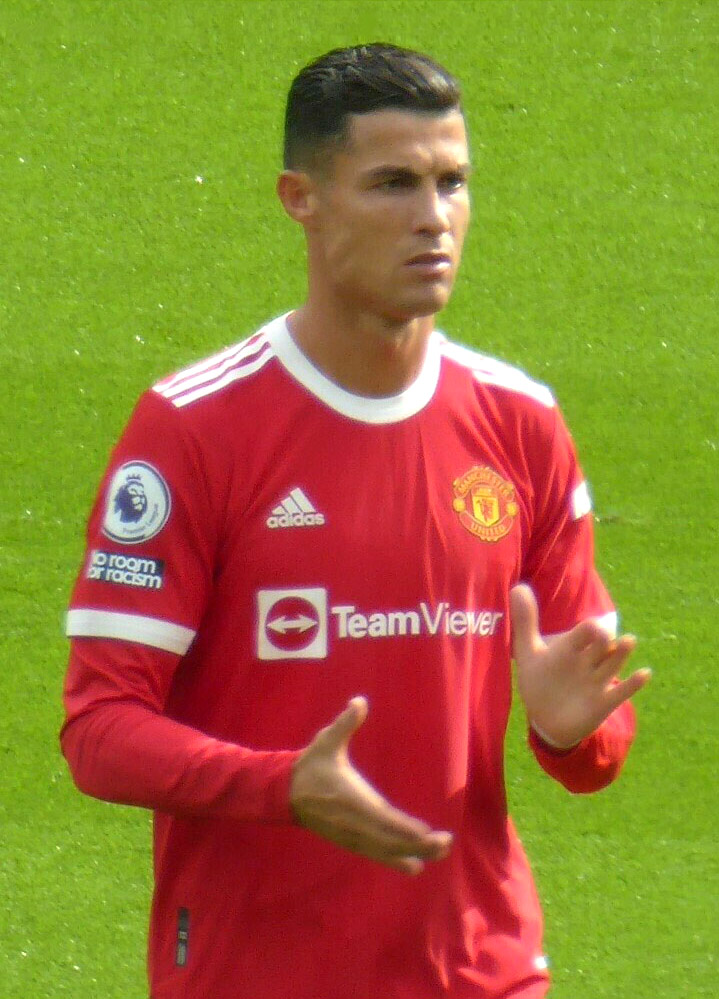
Лучший бомбардир команды в сезоне Криштиану Роналду

| №                                                                                          | Поз. | Имя               | Премьер-лига | Премьер-лига | Кубок Англии | Кубок Англии | Кубок лиги | Кубок лиги | Лига чемпионов | Лига чемпионов | Итого | Итого |
| №                                                                                          | Поз. | Имя               | Игры         | Голы         | Игры         | Голы         | Игры       | Голы       | Игры           | Голы           | Игры  | Голы  |
| ------------------------------------------------------------------------------------------ | ---- | ----------------- | ------------ | ------------ | ------------ | ------------ | ---------- | ---------- | -------------- | -------------- | ----- | ----- |
| 1                                                                                          | Вр   | Давид де Хеа      | 38           | −57          | 1            | 0            | 0          | 0          | 7              | −9             | 46    | −66   |
| 2                                                                                          | Защ  | Виктор Линделёф   | 26+2         | 0            | 1            | 0            | 1          | 0          | 5              | 0              | 33+2  | 0     |
| 3                                                                                          | Защ  | Эрик Байи         | 3+1          | 0            | 0            | 0            | 1          | 0          | 2              | 0              | 6+1   | 0     |
| 4                                                                                          | Защ  | Фил Джонс         | 2+2          | 0            | 0+1          | 0            | 0          | 0          | 0              | 0              | 2+3   | 0     |
| 5                                                                                          | Защ  | Гарри Магуайр (к) | 28+2         | 1            | 1            | 0            | 0          | 0          | 6              | 1              | 35+2  | 2     |
| 6                                                                                          | ПЗ   | Поль Погба        | 16+4         | 1            | 1            | 0            | 0          | 0          | 4+2            | 0              | 21+6  | 1     |
| 7                                                                                          | Нап  | Криштиану Роналду | 27+3         | 18           | 1            | 0            | 0          | 0          | 7              | 6              | 35+3  | 24    |
| 8                                                                                          | ПЗ   | Хуан Мата         | 2+5          | 0            | 0+1          | 0            | 1          | 0          | 1+2            | 0              | 4+8   | 0     |
| 9                                                                                          | Нап  | Антони Марсьяль   | 2+6          | 1            | 0            | 0            | 1          | 0          | 1+1            | 0              | 4+7   | 1     |
| 10                                                                                         | Нап  | Маркус Рашфорд    | 13+12        | 4            | 2            | 0            | 0          | 0          | 3+2            | 1              | 18+14 | 5     |
| 11                                                                                         | Нап  | Мейсон Гринвуд    | 16+2         | 5            | 1            | 0            | 0+1        | 0          | 3+1            | 1              | 20+4  | 6     |
| 13                                                                                         | Вр   | Ли Грант          | 0            | 0            | 0            | 0            | 0          | 0          | 0              | 0              | 0     | 0     |
| 14                                                                                         | ПЗ   | Джесси Лингард    | 2+14         | 2            | 0+1          | 0            | 1          | 0          | 1+3            | 0              | 4+18  | 2     |
| 16                                                                                         | Нап  | Амад Диалло       | 0            | 0            | 0            | 0            | 0          | 0          | 1              | 0              | 1     | 0     |
| 17                                                                                         | ПЗ   | Фред              | 24+4         | 4            | 1+1          | 0            | 0          | 0          | 5+1            | 0              | 30+6  | 4     |
| 18                                                                                         | ПЗ   | Бруну Фернандеш   | 35+1         | 10           | 2            | 0            | 0+1        | 0          | 6+1            | 0              | 43+3  | 10    |
| 19                                                                                         | Защ  | Рафаэль Варан     | 20+2         | 1            | 2            | 0            | 0          | 0          | 4+1            | 0              | 26+3  | 1     |
| 20                                                                                         | Защ  | Диогу Дало        | 19+5         | 0            | 2            | 0            | 1          | 0          | 2+1            | 0              | 24+6  | 0     |
| 21                                                                                         | Нап  | Эдинсон Кавани    | 7+8          | 2            | 1            | 0            | 0          | 0          | 0+4            | 0              | 8+12  | 2     |
| 22                                                                                         | Вр   | Том Хитон         | 0            | 0            | 0            | 0            | 0          | 0          | 0+1            | 0              | 0+1   | 0     |
| 23                                                                                         | Защ  | Люк Шоу           | 19+1         | 0            | 2            | 0            | 0          | 0          | 5              | 0              | 26+1  | 0     |
| 25                                                                                         | ПЗ   | Джейдон Санчо     | 20+9         | 3            | 1            | 1            | 1          | 0          | 5+2            | 1              | 27+11 | 5     |
| 26                                                                                         | Вр   | Дин Хендерсон     | 0            | 0            | 1            | −1           | 1          | −1         | 1              | −1             | 3     | −3    |
| 27                                                                                         | Защ  | Алекс Теллес      | 18+3         | 0            | 0            | 0            | 1          | 0          | 3+1            | 1              | 22+4  | 1     |
| 29                                                                                         | Защ  | Эрон Уан-Биссака  | 20           | 0            | 0            | 0            | 0          | 0          | 5+1            | 0              | 25+1  | 0     |
| 31                                                                                         | ПЗ   | Неманья Матич     | 16+7         | 0            | 0            | 0            | 1          | 0          | 1+7            | 0              | 18+14 | 0     |
| 34                                                                                         | ПЗ   | Донни ван де Бек  | 0+8          | 1            | 0+1          | 0            | 1          | 0          | 3+1            | 0              | 4+10  | 1     |
| 36                                                                                         | ПЗ   | Антони Эланга     | 14+7         | 2            | 0+2          | 0            | 0+1        | 0          | 2+1            | 0              | 16+11 | 3     |
| 39                                                                                         | ПЗ   | Скотт Мактоминей  | 28+2         | 1            | 2            | 1            | 0          | 0          | 5              | 0              | 35+2  | 2     |
| 43                                                                                         | ПЗ   | Теден Менги       | 0            | 0            | 0            | 0            | 0          | 0          | 0+1            | 0              | 0+1   | 0     |
| 46                                                                                         | ПЗ   | Ханнибал Межбри   | 1+1          | 0            | 0            | 0            | 0          | 0          | 0              | 0              | 1+1   | 0     |
| 47                                                                                         | ПЗ   | Шола Шоретире     | 0+1          | 0            | 0            | 0            | 0          | 0          | 0+1            | 0              | 0+2   | 0     |
| 72                                                                                         | ПЗ   | Чарли Сэвидж      | 0            | 0            | 0            | 0            | 0          | 0          | 0+1            | 0              | 0+1   | 0     |
| 73                                                                                         | ПЗ   | Зидан Икбал       | 0            | 0            | 0            | 0            | 0          | 0          | 0+1            | 0              | 0+1   | 0     |
| 75                                                                                         | Нап  | Алехандро Гарначо | 0+2          | 0            | 0            | 0            | 0          | 0          | 0              | 0              | 0+2   | 0     |
| Футболисты, которые покинули команду после начала сезона или отправились в сезонную аренду |      |                   |              |              |              |              |            |            |                |                |       |       |
| 15                                                                                         | ПЗ   | Андреас Перейра   | 0            | 0            | 0            | 0            | 0          | 0          | 0              | 0              | 0     | 0     |
| 21                                                                                         | ПЗ   | Дэниел Джеймс     | 2            | 0            | 0            | 0            | 0          | 0          | 0              | 0              | 2     | 0     |
| 28                                                                                         | ПЗ   | Факундо Пельистри | 0            | 0            | 0            | 0            | 0          | 0          | 0              | 0              | 0     | 0     |
| 33                                                                                         | Защ  | Брандон Уильямс   | 0            | 0            | 0            | 0            | 0          | 0          | 0              | 0              | 0     | 0     |
| 37                                                                                         | ПЗ   | Джеймс Гарнер     | 0            | 0            | 0            | 0            | 0          | 0          | 0              | 0              | 0     | 0     |
| 38                                                                                         | Защ  | Аксель Туанзебе   | 0            | 0            | 0            | 0            | 0          | 0          | 0              | 0              | 0     | 0     |
| 44                                                                                         | ПЗ   | Тахит Чонг        | 0            | 0            | 0            | 0            | 0          | 0          | 0              | 0              | 0     | 0     |

В графе «Игры» указаны выходы в стартовом составе, после знака + указаны выходы на замену. В графе «Голы» после знака − указаны пропущенные мячи (для вратарей).

## Трансферы

### Пришли в клуб

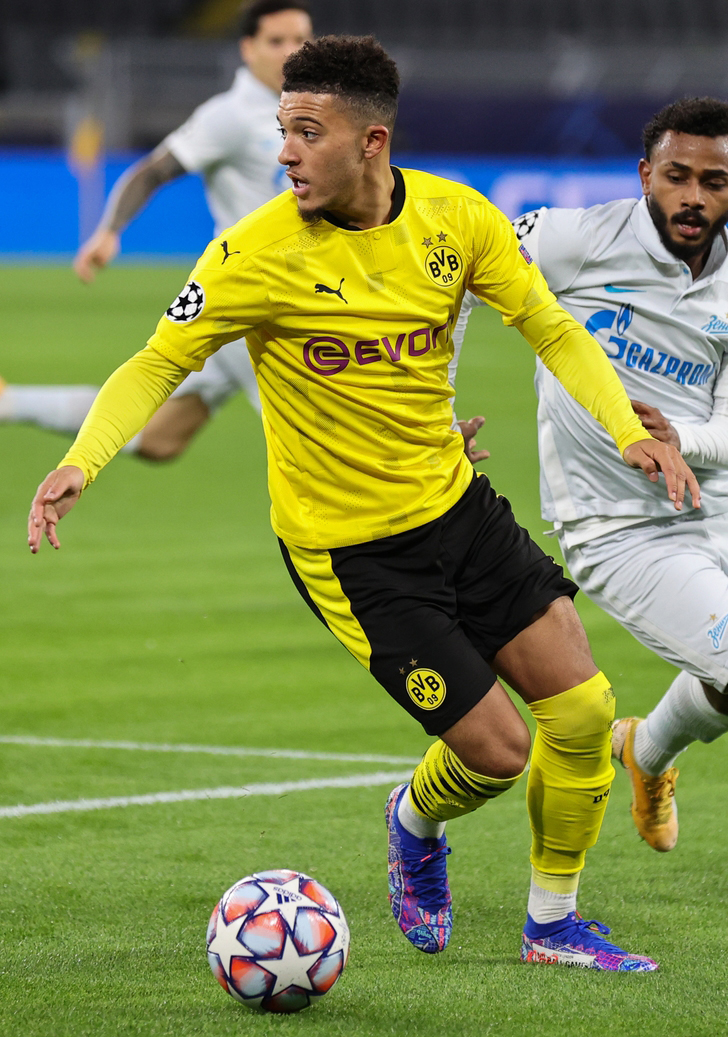
Джейдон Санчо перешёл в «Юнайтед» из дортмундской «Боруссии»

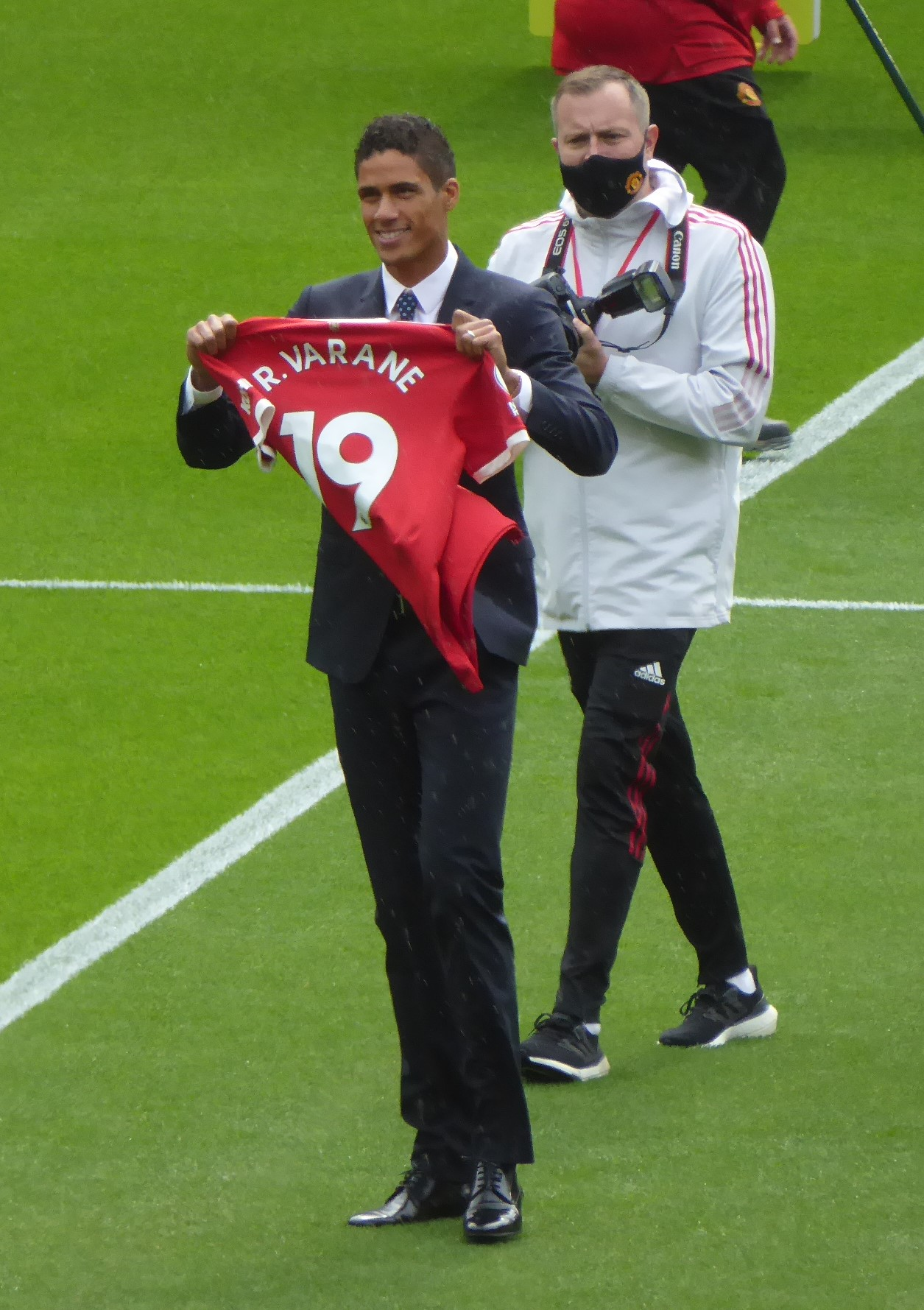
Рафаэль Варан перешёл в «Юнайтед» из «Реала»

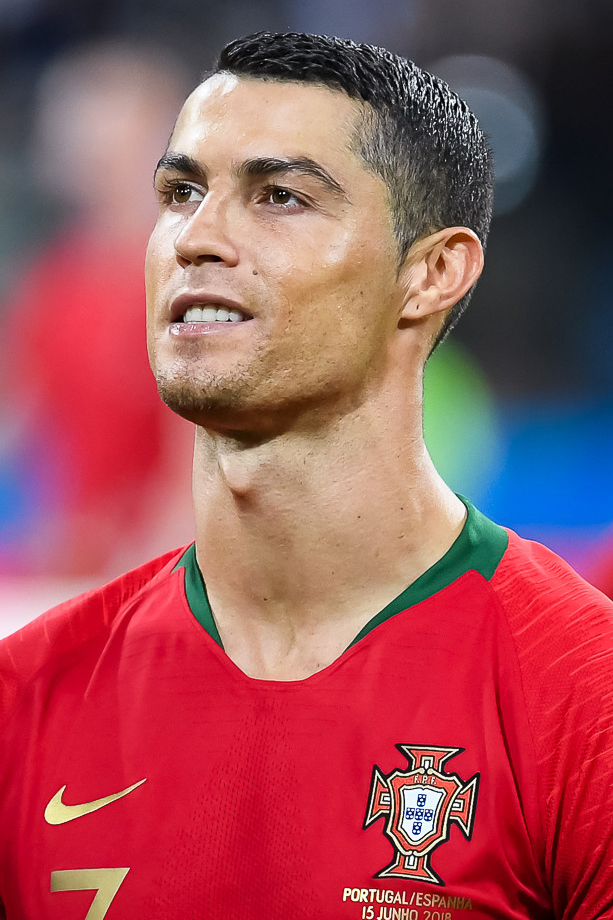
Криштиану Роналду перешёл в «Юнайтед» из «Ювентуса»

| Дата            | Поз. | Футболист         | Из клуба          | Сумма     | Ист.   |
| --------------- | ---- | ----------------- | ----------------- | --------- | ------ |
| 2 июля 2021     | Вр   | Том Хитон         | свободный агент   | бесплатно | [ 20 ] |
| 23 июля 2021    | ПЗ   | Джейдон Санчо     | Боруссия Дортмунд | £73 млн   | [ 21 ] |
| 14 августа 2021 | Защ  | Рафаэль Варан     | Реал Мадрид       | £34 млн   | [ 22 ] |
| 31 августа 2021 | Нап  | Криштиану Роналду | Ювентус           | £12,8 млн | [ 23 ] |

### Ушли из клуба
| Дата            | Поз. | Футболист       | В клуб                 | Сумма            | Ист.    |
| --------------- | ---- | --------------- | ---------------------- | ---------------- | ------- |
| 29 июня 2021    | Вр   | Йохан Гуадагно  | Копенгаген             | не разглашается  | [ 100 ] |
| 30 июня 2021    | Вр   | Джейкоб Карни   | Сандерленд             | свободный агент  | [ 101 ] |
| 30 июня 2021    | ПЗ   | Марк Хелм       | Бернли                 | свободный агент  | [ 101 ] |
| 30 июня 2021    | Защ  | Оливер Килнер   | Олдем Атлетик          | свободный агент  | [ 102 ] |
| 30 июня 2021    | Защ  | Йестин Хьюз     | Лестер Сити            | свободный агент  | [ 101 ] |
| 30 июня 2021    | Вр   | Жоэл Перейра    | Валвейк                | свободный агент  | [ 101 ] |
| 30 июня 2021    | ПЗ   | Арнау Пуджмаль  | Альмерия               | свободный агент  | [ 101 ] |
| 30 июня 2021    | Вр   | Серхио Ромеро   | Венеция                | свободный агент  | [ 101 ] |
| 30 июня 2021    | Защ  | Макс Тейлор     | Рочдейл                | свободный агент  | [ 101 ] |
| 30 июня 2021    | ПЗ   | Алью Траоре     | Парма                  | свободный агент  | [ 101 ] |
| 30 июля 2021    | ПЗ   | Чарли Макканн   | Рейнджерс              | не разглашается  | [ 103 ] |
| 31 августа 2021 | ПЗ   | Дэниел Джеймс   | Лидс Юнайтед           | £25 млн          | [ 24 ]  |
| 31 января 2022  | Нап  | Диллон Хогеверф | Боруссия Мёнхенгладбах | не разглашается  | [ 104 ] |
| 23 марта 2022   | Вр   | Пол Вулстон     | завершил карьеру       | завершил карьеру | [ 105 ] |

### Отправлены в аренду
| Начало аренды   | Окончание аренды | Поз. | Футболист         | В клуб           | Ист.            |
| --------------- | ---------------- | ---- | ----------------- | ---------------- | --------------- |
| 1 июля 2021     | 30 июня 2022     | Вр   | Нейтан Бишоп      | Мансфилд Таун    | [ 106 ]         |
| 2 июля 2021     | 28 января 2022   | Защ  | Рис Девайн        | Сент-Джонстон    | [ 107 ]         |
| 9 июля 2021     | 30 июня 2022     | ПЗ   | Тахит Чонг        | Бирмингем Сити   | [ 108 ]         |
| 23 июля 2021    | 7 января 2022    | Защ  | Уилл Фиш          | Стокпорт Каунти  | [ 109 ] [ 110 ] |
| 30 июля 2021    | 30 июня 2022     | Защ  | Ди’Шон Бернард    | Халл Сити        | [ 111 ]         |
| 5 августа 2021  | 30 июня 2022     | ПЗ   | Факундо Пельистри | Алавес           | [ 112 ]         |
| 8 августа 2021  | 8 января 2022    | Защ  | Аксель Туанзебе   | Астон Вилла      | [ 113 ]         |
| 13 августа 2021 | 30 июня 2022     | Защ  | Итан Галбрейт     | Донкастер Роверс | [ 114 ]         |
| 16 августа 2021 | 6 января 2022    | Защ  | Итан Лэрд         | Суонси Сити      | [ 115 ]         |
| 21 августа 2021 | 30 июня 2022     | ПЗ   | Андреас Перейра   | Фламенго         | [ 116 ]         |
| 22 августа 2021 | 30 июня 2022     | ПЗ   | Джеймс Гарнер     | Ноттингем Форест | [ 117 ]         |
| 23 августа 2021 | 30 июня 2022     | Защ  | Брандон Уильямс   | Норвич Сити      | [ 118 ]         |
| 28 августа 2021 | 30 июня 2022     | Нап  | Д’Мани Меллор     | Солфорд Сити     | [ 119 ]         |
| 4 января 2022   | 30 июня 2022     | Защ  | Теден Менги       | Бирмингем Сити   | [ 120 ]         |
| 6 января 2022   | 30 июня 2022     | Защ  | Итан Лэрд         | Борнмут          | [ 121 ]         |
| 8 января 2022   | 30 июня 2022     | Защ  | Аксель Туанзебе   | Наполи           | [ 122 ]         |
| 25 января 2022  | 30 июня 2022     | Нап  | Антони Марсьяль   | Севилья          | [ 123 ]         |
| 27 января 2022  | 30 июня 2022     | Нап  | Амад Диалло       | Рейнджерс        | [ 124 ]         |
| 28 января 2022  | 30 июня 2022     | Защ  | Рис Девайн        | Уолсолл          | [ 125 ]         |
| 31 января 2022  | 30 июня 2022     | ПЗ   | Донни ван де Бек  | Эвертон          | [ 126 ]         |
| 31 января 2022  | 30 июня 2022     | Вр   | Матей Коварж      | Бертон Альбион   | [ 127 ]         |

## Результаты матчей резервистов и Академии
Ниже представлены результаты матчей составов резервной и юношеских команд «Манчестер Юнайтед» на соответствующих турнирах.

### «Манчестер Юнайтед» (до 23 лет)

#### Премьер-лига 2. Дивизион 1
| 15 августа 2021 | Манчестер Юнайтед (до 23)    | 2:2     | Лестер Сити (до 23)          | Ли, Большой Манчестер                                           |
| | - Меллор 83′ - Макнилл 90+1′ | (отчёт) | - Уэйклинг 31′ - Макатир 68′ | Стадион: «Ли Спортс Виллидж» Зрителей: 1423 Судья: Эрон Джексон |
| Манчестер Юнайтед (до 23): Коварж, Уэлленс, Макшейн, Хардли, Фернандес, Левитт, Икбал (Хогеверф, 61'), Швидерский (Сэвидж, 61'), Форсон (Макнилл, 67'), Шоретире, Меллор |                              |         |                              |                                                                 |

| 20 августа 2021 | Челси (до 23)   | 1:1     | Манчестер Юнайтед (до 23) | Фулем, Лондон                                             |
| | Вейл 73′ (пен.) | (отчёт) | Фернандес 87′             | Стадион: «Стэмфорд Бридж» Зрителей: 1643 Судья: Алан Дейл |
| Манчестер Юнайтед (до 23): Коварж (Ми, 90+2'), Уэлленс, Хардли, Олову, Фернандес, Сэвидж (Гарначо, 88'), Швидерский, Хогеверф (Мехия, 85'), Шоретире, Меллор, Макнилл |                 |         |                           |                                                           |

| 28 августа 2021 | Манчестер Юнайтед (до 23)      | 2:4     | Манчестер Сити (до 23)          | Ли, Большой Манчестер                        |
| | - Фернандес 40′ - Хогеверф 81′ | (отчёт) | - Макати 5′ 60′ 79′ - Содже 87′ | Стадион: «Ли Спортс Виллидж» Судья: Том Ривз |
| Манчестер Юнайтед (до 23): Коварж, Уэлленс, Олову, Хардли, Фернандес, Швидерский, Сэвидж, Межбри, Шоретире, Икбал (Хогеверф, 72'), Хьюгилл (Макнилл, 65') |                                |         |                                 |                                              |

| 11 сентября 2021 | Арсенал (до 23)                 | 3:1     | Манчестер Юнайтед (до 23) | Боремвуд, Хартфордшир                                      |
| | - Балоган 1′ 40′ - Патино 90+2′ | (отчёт) | Шоретире 63′              | Стадион: «Медоу Парк» Зрителей: 287 Судья: Дэниел Миддлтон |
| Манчестер Юнайтед (до 23): Хендерсон, Хардли, Джонс, Менги, Уэлленс, Швидерский, Сэвидж, Межбри, Шоретире (Макнилл, 77'), Икбал (Матер, 68'), Хьюгилл |                                 |         |                           |                                                            |

| 17 сентября 2021 | Манчестер Юнайтед (до 23)         | 2:1     | Брайтон энд Хоув Альбион (до 23) | Ли, Большой Манчестер                                             |
| | - Эланга 43′ (пен.) - Икбал 90+3′ | (отчёт) | Толай 65′                        | Стадион: «Ли Спортс Виллидж» Зрителей: 1087 Судья: Эллиот Суоллоу |
| Манчестер Юнайтед (до 23): Хендерсон, Хардли, Джонс, Менги, Фернандес, Уэлленс, Швидерский, Сэвидж, Эланга, Шоретире (Макнилл, 82'), Хьюгилл (Икбал, 69') |                                   |         |                                  |                                                                   |

| 24 сентября 2021 | Эвертон (до 23) | 0:1     | Манчестер Юнайтед (до 23)        | Саутпорт, Мерсисайд                                    |
| | Уитакер 90+2'   | (отчёт) | - Эланга 3′ 90+3' - Хардли 90+3' | Стадион: «Пьюр Стэдиум» Зрителей: 429 Судья: Луис Смит |
| Манчестер Юнайтед (до 23): Коварж, Хардли, Менги (Макшейн, 45'), Фернендес, Уэлленс, Швидерский, Сэвидж, Икбал (Хьюгилл, 68'), Шоретире, Эланга, Хогеверф (Эмеран, 69') |                 |         |                                  |                                                        |

| 2 октября 2021 | Манчестер Юнайтед (до 23)                  | 3:0     | Ливерпуль (до 23) | Ли, Большой Манчестер                                            |
| | - Хардли 21′ - Эланга 45+1′ - Шоретире 62′ | (отчёт) |                   | Стадион: «Ли Спортс Виллидж» Зрителей: 2227 Судья: Скотт Симпсон |
| Манчестер Юнайтед (до 23): Коварж, Уэлленс, Менги, Макшейн (Беннетт, 72'), Хардли, Швидерский, Сэвидж, Шоретире, Икбал (Макнилл, 63'), Фернандес (Эмеран, 90'), Эланга |                                            |         |                   |                                                                  |

| 16 октября 2021 | Манчестер Юнайтед (до 23)                         | 3:0     | Блэкберн Роверс (до 23) | Ли, Большой Манчестер                                             |
| | - Шоретире 6′ - Аннесли 49′ (авт.) - Эланга 90+4′ | (отчёт) |                         | Стадион: «Ли Спортс Виллидж» Зрителей: 915 Судья: Дэвид Ричардсон |
| Манчестер Юнайтед (до 23): Ковард, Хурадо, Джонс (Хардли, 45'), Менги, Уэлленс, Эланга, Хогеверф (Матер, 68'), Икбал, Шоретире (Хансен-Орёэн, 68'), Макнилл |                                                   |         |                         |                                                                   |

| 23 октября 2021 | Вест Хэм Юнайтед (до 23)                                                      | 6:0     | Манчестер Юнайтед (до 23) | Ромфорд, Большой Лондон                                |
| | - Око-Флекс 5′ (пен.) 45′ 47′ (пен.) - Баптист 40′ - Перкинс 80′ - Неверс 89′ | (отчёт) | Фернандес 76'             | Стадион: «Раш Грин» Зрителей: 56 Судья: Эллиот Суоллоу |
| Манчестер Юнайтед (до 23): Витек, Хурадо, Менги, Хардли, Фернандес, Швидерский, Уэлленс, Форсон (Хогеверф, 63'), Матер (Норкетт, 74'), Эланга, Хьюгилл |                                                                               |         |                           |                                                        |

| 30 октября 2021 | Тоттенхэм Хотспур (до 23) | 1:0     | Манчестер Юнайтед (до 23) | Стивенидж, Хартфордшир                                  |
| | Маркандей 90+2′           | (отчёт) |                           | Стадион: «Ламекс» Зрителей: 715 Судья: Даррен Драйсдейл |
| Манчестер Юнайтед (до 23): Коварж, Хурадо, Уэлленс, Менги, Хардли, Швидерский, Хансен-Орёэн (Мейну, 84'), Эланга, Диалло, Шоретире, Хьюгилл (Макнилл, 66') |                           |         |                           |                                                         |

| 6 ноября 2021 | Манчестер Юнайтед (до 23)     | 3:2     | Лидс Юнайтед (до 23)       | Ли, Большой Манчестер                                             |
| | - Диалло 6′ 87′ - Макнилл 33′ | (отчёт) | - Макгерк 23′ - Кеннех 70′ | Стадион: «Ли Спортс Виллидж» Зрителей: 919 Судья: Стивен Коупленд |
| Манчестер Юнайтед (до 23): Коварж, Хурадо, Беннетт, Менги, Уэлленс, Швидерский, Мейну, Хансен-Орёэн, Диалло, Эланга, Макнилл (Гарначо, 73') |                               |         |                            |                                                                   |

| 19 ноября 2021 | Дерби Каунти (до 23) | 1:1     | Манчестер Юнайтед (до 23) | Лафборо, Лестершир                                           |
| | Цибульский 49′       | (отчёт) | Макнилл 70′               | Стадион: «Лафборо Юниверсити» Зрителей: 749 Судья: Луис Смит |
| Манчестер Юнайтед (до 23): Ми, Хурадо (Матер, 71'), Менги, Хардли, Фернандес, Швидерский, Хансен-Орёэн (Мейну, 78'), Уэлленс, Межбри (Сэвидж, 71'), Гарначо, Макнилл |                      |         |                           |                                                              |

| 27 ноября 2021 | Манчестер Юнайтед (до 23) | 1:2     | Кристал Пэлас (до 23)      | Ли, Большой Манчестер                                          |
| | Макнилл 13′               | (отчёт) | - Рак-Саки 2′ - Гордон 46′ | Стадион: «Ли Спортс Виллидж» Зрителей: 632 Судья: Эндрю Миллер |
| Манчестер Юнайтед (до 23): Хитон, Уэлленс, Менги, Хардли, Фернандес, Швидерский (Гарначо, 70'), Сэвидж, Хансен-Орёэн, Икбал, Эланга, Макнилл (Хогеверф, 83') |                           |         |                            |                                                                |

| 5 декабря 2021 | Блэкберн Роверс (до 23) | 0:4     | Манчестер Юнайтед (до 23)                       | Лейленд, Ланкашир                                            |
| |                         | (отчёт) | - Гарначо 6′ 77′ - Шоретире 32′ - Макнилл 90+1′ | Стадион: «Каунти Граунд» Зрителей: 312 Судья: Эллиот Суоллоу |
| Манчестер Юнайтед (до 23): Коварж, Уэлленс, Менги, Хардли, Фернандес, Икбал, Сэвидж, Шоретире (Хогеверф, 86'), Меллор (Эмеран, 73'), Гарначо, Макнилл |                         |         |                                                 |                                                              |

| 10 января 2022 | Манчестер Юнайтед (до 23) | 1:1     | Тоттенхэм Хотспур (до 23) | Ли, Большой Манчестер                                          |
| | Шоретире 81′ (пен.)       | (отчёт) | Маркандей 85′             | Стадион: «Ли Спортс Виллидж» Зрителей: 530 Судья: Эрон Джексон |
| Манчестер Юнайтед (до 23): Коварж, Хурадо, Фиш, Хардли, Фернандес, Хансен-Орёэн (Сэвидж, 61'), Швидерский, Икбал, Шоретире, Гарначо (Мейну, 61'), Макнилл (Хьюгилл, 70') |                           |         |                           |                                                                |

| 15 января 2022 | Манчестер Сити (до 23)                     | 3:1     | Манчестер Юнайтед (до 23) | Манчестер, Большой Манчестер                                 |
| | - Макати 32′ (пен.) - Каики 34′ - Бобб 38′ | (отчёт) | Хьюгилл 68′               | Стадион: «Академи Стэдиум» Зрителей: 616 Судья: Скотт Таллис |
| Манчестер Юнайтед (до 23): Коварж, Уэлленс (Хурадо, 46'), Фиш, Хардли, Фернандес, Швидерский, Сэвидж, Шоретире, Икбал, Эмеран, Хьюгилл |                                            |         |                           |                                                              |

| 21 января 2022 | Брайтон энд Хоув Альбион (до 23) | 1:2     | Манчестер Юнайтед (до 23) | Брайтон-энд-Хов, Восточный Суссекс                                                |
| | Леонард 81′                      | (отчёт) | Меллор 12′ 25′            | Стадион: «Амекс Элит Футбол Перформанс Сентр» Зрителей: 125 Судья: Дэниел Лэмпорт |
| Манчестер Юнайтед (до 23): Мастный, Уэлленс, Фиш, Хардли, Фернандес, Икбал, Сэвидж, Хансен-Орёэн, Шоретире (Швидерский, 70'), Эмеран (Матер, 77'), Меллор |                                  |         |                           |                                                                                   |

| 5 февраля 2022 | Манчестер Юнайтед (до 23)     | 3:1     | Вест Хэм Юнайтед (до 23) | Манчестер, Большой Манчестер                   |
| | - Меллор 13′ 61′ - Стэнли 88′ | (отчёт) | Честерс 24′              | Стадион: «Олд Траффорд» Судья: Дэвид Ричардсон |
| Манчестер Юнайтед (до 23): Мастный, Уэлленс, Фиш, Хардли, Фернандес, Швидерский, Сэвидж, Эмеран (Стэнли, 77'), Шоретире, Хансен-Орёэн (Икбал, 63'), Меллор |                               |         |                          |                                                |

| 20 февраля 2022 | Кристал Пэлас (до 23)    | 2:2     | Манчестер Юнайтед (до 23) | Бекенем, Большой Лондон                                                 |
| | - Бэнкс 12′ - Гордон 29′ | (отчёт) | - Икбал 45+2′ - Фиш 90+2′ | Стадион: «Кристал Пэлас Академи» Зрителей: 52 Судья: Роберт Мэсси-Эллис |
| Манчестер Юнайтед (до 23): Мастный, Хардли, Фиш, Уэлленс (Хурадо, 90+5'), Фернандес, Сэвидж, Межбри, Шоретире, Эмеран (Гарначо, 64'), Икбал, Меллор |                          |         |                           |                                                                         |

| 26 февраля 2022 | Манчестер Юнайтед (до 23)                                                    | 5:2     | Дерби Каунти (до 23)            | Ли, Большой Манчестер                                            |
| | - Фернандес 23′ - Межбри 63′ (пен.) - Эмеран 71′ - Сэвидж 79′ - Шоретире 87′ | (отчёт) | - Агатис 54′ - Цибульский 90+4′ | Стадион: «Ли Спортс Виллидж» Зрителей: 1050 Судья: Скотт Джексон |
| Манчестер Юнайтед (до 23): Мастный, Уэлленс, Фиш, Хардли, Фернандес, Икбал, Сэвидж (Ойеделе, 88'), Шоретире, Межбри, Эмеран (Стэнли, 78'), Меллор (Норкетт, 84') |                                                                              |         |                                 |                                                                  |

| 16 марта 2022 | Лидс Юнайтед (до 23)                  | 3:0     | Манчестер Юнайтед (до 23) | Лидс, Йоркшир                                           |
| | - Маккинстри 12′ - Дин 61′ - Грей 71′ | (отчёт) |                           | Стадион: «Элланд Роуд» Зрителей: 9808 Судья: Томас Керк |
| Лидс Юнайтед: Мастный, Уэлленс, Хардли, Швидерский (Сэвидж, 61'), Фернандес, Икбал (Эмеран, 62'), Фиш, Шоретире, Межбри, Гарначо (Хансен-Орёэн, 75'), Меллор |                                       |         |                           |                                                         |

| 19 марта 2022 | Манчестер Юнайтед (до 23)     | 3:0     | Эвертон (до 23) | Манчестер, Большой Манчестер                               |
| | - Сэвидж 60′ - Меллор 71′ 83′ | (отчёт) |                 | Стадион: «Олд Траффорд» Зрителей: 3121 Судья: Майкл Барлоу |
| Манчестер Юнайтед (до 23): Мастный, Уэлленс, Беннетт, Хардли, Фернандес, Икбал (Швидерский, 72'), Сэвидж (Хансен-Орёэн, 72'), Шоретире, Межбри, Эмеран (Гарначо, 61'), Меллор |                               |         |                 |                                                            |

| 4 апреля 2022 | Лестер Сити (до 23)                                      | 3:2     | Манчестер Юнайтед (до 23)       | Лестер, Лестершир                                       |
| | - Брант 17′ (пен.) - Марсал-Мадивадуа 37′ - Брейбрук 39′ | (отчёт) | - Брант 49′ (авт.) - Меллор 70′ | Стадион: «Кинг Пауэр» Зрителей: 401 Судья: Эрон Джексон |
| Манчестер Юнайтед (до 23): Мастный, Уэлленс, Фиш, Хардли, Фернандес, Межбри, Сэвидж, Эмеран (Гор, 77'), Шоретире, Гарначо, Меллор |                                                          |         |                                 |                                                         |

| 8 апреля 2022 | Манчестер Юнайтед (до 23) | 1:0     | Челси (до 23) | Манчестер, Большой Манчестер                                 |
| | Гарначо 36′               | (отчёт) |               | Стадион: «Олд Траффорд» Зрителей: 3232 Судья: Мэттью Дикикко |
| Манчестер Юнайтед (до 23): Мастный, Фиш, Хардли, Швидерский, Уэлленс, Фернандес, Икбал, Шоретире, Эмеран (Стэнли, 86'), Гарначо (Гор, 90+1'), Меллор |                           |         |               |                                                              |

| 22 апреля 2022 | Манчестер Юнайтед (до 23) | 1:1     | Арсенал (до 23) | Манчестер, Большой Манчестер                                  |
| | Эмеран 47′                | (отчёт) | Биерет 47′      | Стадион: «Олд Траффорд» Зрителей: 3372 Судья: Стивен Коупленд |
| Манчестер Юнайтед (до 23): Витек, Уэлленс, Беннетт, Швидерский (Хансен-Орёэн, 71'), Фернандес, Сэвидж, Фиш, Эмеран (Мехия, 87'), Шоретире, Межбри, Меллор |                           |         |                 |                                                               |

| 1 мая 2022 | Ливерпуль (до 23)                             | 3:1     | Манчестер Юнайтед (до 23) | Керби, Мерсисайд                                      |
| | - Шоретире 5′ (авт.) - Уильямс 33′ - Бирн 63′ | (отчёт) | Гарначо 20′               | Стадион: «Академи» Зрителей: 167 Судья: Джейкоб Майлз |
| Манчестер Юнайтед (до 23): Витек, Уэлленс, Фиш, Макшейн, Швидерский, Фернандес (Эмеран, 69'), Шоретире, Сэвидж, Гарначо (Мехия, 69'), Межбри (Гор, 70'), Меллор |                                               |         |                           |                                                       |

##### Турнирная таблица Премьер-лиги 2
| № | Клуб                      | И  | В  | Н | П  | МЗ | МП | РМ  | О  |
| - | ------------------------- | -- | -- | - | -- | -- | -- | --- | -- |
| 4 | Ливерпуль (до 23)         | 26 | 11 | 7 | 8  | 47 | 37 | +10 | 40 |
| 5 | Кристал Пэлас (до 23)     | 26 | 12 | 3 | 11 | 54 | 50 | +4  | 39 |
| 6 | Манчестер Юнайтед (до 23) | 26 | 11 | 6 | 9  | 46 | 43 | +3  | 39 |
| 7 | Тоттенхэм Хотспур (до 23) | 26 | 10 | 7 | 9  | 49 | 45 | +4  | 37 |
| 8 | Лестер Сити (до 23)       | 26 | 10 | 7 | 9  | 38 | 53 | −15 | 37 |

### «Манчестер Юнайтед» (до 21 года)

#### Трофей Английской футбольной лиги. Групповой этап
| Поз | Див | Команда                       | И | В | ВПен | ППен | П | МЗ | МП | РМ | О | Квалификация    |
| --- | --- | ----------------------------- | - | - | ---- | ---- | - | -- | -- | -- | - | --------------- |
| 1   | Л1  | Линкольн Сити (К)             | 3 | 2 | 0    | 0    | 1 | 7  | 4  | +3 | 6 | Выход в раунд 2 |
| 2   | Л1  | Сандерленд (К)                | 2 | 2 | 0    | 0    | 0 | 4  | 2  | +2 | 6 | Выход в раунд 2 |
| 3   | АКА | Манчестер Юнайтед (до 21) (В) | 3 | 1 | 0    | 0    | 2 | 6  | 5  | +1 | 3 |                 |
| 4   | Л2  | Брэдфорд Сити (В)             | 2 | 0 | 0    | 0    | 2 | 0  | 6  | −6 | 0 |                 |

| 24 августа 2021 | Линкольн Сити      | 3:2     | Манчестер Юнайтед (до 21)  | Линкольн, Линкольншир                                       |
| | Скалли 23′ 32′ 57′ | (отчёт) | - Макнилл 68′ - Хардли 89′ | Стадион: «Синсил Бэнк» Зрителей: 3510 Судья: Крис Саргинсон |
| Манчестер Юнайтед (до 21): Ми, Уэлленс, Швидерский, Хардли, Фернандес, Межбри, Сэвидж, Меллор (Икбал, 74'), Шоретире, Хогеверф (Матер, 74'), Макнилл |                    |         |                            |                                                             |

| 21 сентября 2021 | Брэдфорд Сити | 0:3     | Манчестер Юнайтед (до 21)                        | Брадфорд, Уэст-Йоркшир                                       |
| 19:00 |               | (отчёт) | - Сонгоо 47′ (авт.) - Хьюгилл 57′ - Хогеверф 82′ | Стадион: «Вэлли Пэрейд» Зрителей: 2022 Судья: Энтони Бэкхаус |
| Манчестер Юнайтед (до 21): Коварж, Фернандес, Менги, Макшейн, Хардли (Хогеверф, 46'), Сэвидж, Швидерский, Уэлленс, Шоретире, Икбал (Гарначо, 86'), Хьюгилл (Эмеран, 80') |               |         |                                                  |                                                              |

| 13 октября 2021 | Сандерленд            | 2:1 | Манчестер Юнайтед (до 21) | Сандерленд, Тайн-энд-Уир                     |
| 19:00 | - Дайс 50′ - Уэрн 66′ |     | Икбал 57′                 | Стадион: «Стэдиум оф Лайт» Судья: Росс Джойс |
| Манчестер Юнайтед (до 21): Ми, Уэлленс (Хурадо, 90+2'), Макшейн, Хардли, Фернандес, Икбал, Сэвидж, Хогеверф (Форсон, 81'), Матер, Макнилл, Хьюгилл (Норкетт, 80') |                       |     |                           |                                              |

### «Манчестер Юнайтед» (до 19 лет)

#### Юношеская лига УЕФА
Групповой этап
| Поз | Команда                   | И | В | Н | П | МЗ | МП | РМ | О  | Квалификация            |
| --- | ------------------------- | - | - | - | - | -- | -- | -- | -- | ----------------------- |
| 1   | Манчестер Юнайтед (до 19) | 6 | 5 | 0 | 1 | 12 | 9  | +3 | 15 | Выход в 1/8 финала      |
| 2   | Вильярреал (до 19)        | 6 | 3 | 2 | 1 | 15 | 9  | +6 | 11 | Квалификация в плей-офф |
| 3   | Аталанта (до 19)          | 6 | 2 | 1 | 3 | 14 | 14 | 0  | 7  |                         |
| 4   | Янг Бойз (до 19)          | 6 | 0 | 1 | 5 | 9  | 18 | −9 | 1  |                         |

| 14 сентября 2021 | Янг Бойз (до 19) | 0:1     | Манчестер Юнайтед (до 19) | Берн, Швейцария                                             |
| |                  | (отчёт) | Шоретире 14′              | Стадион: «Шпортпарк Вилер» Судья: Аристотелис Диамантопулос |
| Манчестер Юнайтед (до 19): Витек, Хурадо, Менги, Хардли, Фернандес, Швидерский, Сэвидж, Матер (Икбал, 76'), Шоретире, Гарначо (Беннетт, 89'), Макнилл (Хьюгилл, 81') |                  |         |                           |                                                             |

| 29 сентября 2021 | Манчестер Юнайтед (до 19) | 1:4     | Вильярреал (до 19)                                     | Ли, Большой Манчестер                                  |
| | Фернандес 72′             | (отчёт) | - Торрентс 5′ - Паскуаль 22′ - Анри 28′ - Алонсо 45+2′ | Стадион: «Ли Спортс Виллидж» Судья: Торвальдюр Арнасон |
| Манчестер Юнайтед (до 19): Витек, Хурадо, Камбвала (Беннетт, 59'), Хардли, Фернандес, Швидерский (Мейну, 76'), Сэвидж (Гор, 76'), Хогеверф (Матер, 59'), Шоретире, Гарначо, Хьюгилл (Икбал, 59') |                           |         |                                                        |                                                        |

| 20 октября 2021 | Манчестер Юнайтед (до 19)                            | 4:2     | Аталанта (до 19)               | Ли, Большой Манчестер                           |
| | - Икбал 22′ - Хьюгилл 24′ - Гарначо 30′ - Форсон 63′ | (отчёт) | - Панада 20′ - Ди Нипоти 90+3′ | Стадион: «Ли Спортс Виллидж» Судья: Филип Глова |
| Манчестер Юнайтед (до 19): Витек, Хурадо, Менги, Хардли, Фернандес, Икбал (Швидерский, 61'), Шоретире, Хансен-Орёэн, Матер (Форсон, 62'), Гарначо (Хогеверф, 71'), Хьюгилл |                                                      |         |                                |                                                 |

| 2 ноября 2021 | Аталанта (до 19) | 1:2     | Манчестер Юнайтед (до 19)  | Бергамо, Италия                                                            |
| | Рено 37′ (пен.)  | (отчёт) | - Шоретире 8′ - Эланга 23′ | Стадион: «Чентро Спортиво Бортолотти» Судья: Мадс-Кристоффер Кристофферсен |
| Манчестер Юнайтед (до 19): Витек, Хурадо, Менги, Беннетт, Фернандес, Хансен-Орёэн, Швидерский (Мейну, 66'), Шоретире, Форсон (Хогеверф, 65'), Эланга, Макнилл (Гарначо, 81') |                  |         |                            |                                                                            |

| 23 ноября 2021 | Вильярреал (до 19) | 1:2     | Манчестер Юнайтед (до 19) | Вильярреаль, Испания                                                                 |
| | Хименес 34′        | (отчёт) | - Макнилл 62′ - Матер 85′ | Стадион: «Мини Эстади де ла Сиудад Депортива дель Вильярреаль» Судья: Витор Феррейра |
| Манчестер Юнайтед (до 19): Витек, Хурадо, Беннетт, Менги, Хардли (Сэвидж, 64'), Мейну (Матер, 63'), Межбри, Хансен-Орёэн, Фернандес, Макнилл (Гарначо, 64'), Эланга |                    |         |                           |                                                                                      |

| 8 декабря 2021 | Манчестер Юнайтед (до 19)   | 2:1     | Янг Бойз (до 19)    | Ли, Большой Манчестер                                 |
| | - Гарначо 41′ - Макнилл 80′ | (отчёт) | де Донно 58′ (пен.) | Стадион: «Ли Спортс Виллидж» Судья: Яшар Кемал Угурлу |
| Манчестер Юнайтед (до 19): Мастный, Хурадо, Швидерский, Фредриксон, Марри, Ойделе, Мейну, Хансен-Орёэн, Матер, Гарначо, Макнилл |                             |         |                     |                                                       |

Плей-офф
| 1 марта 2022 1/8 финала | Манчестер Юнайтед (до 19)   | 2:2 (1:3 пен.)                                        | Боруссия Дортмунд (до 19) | Ли, Большой Манчестер                             |
| | - Макнилл 23′ - Беннетт 85′ | (отчёт)                                               | Байно-Гиттенс 16′ 68′     | Стадион: «Ли Спортс Виллидж» Судья: Каспар Шёберг |
| | Пенальти                    |                                                       |                           |                                                   |
| - Хурадо - Макнилл - Межбри - Эмеран |                             | - Гюрпюз - Кулибали - эль-Зейн - Роте - Байно-Гиттенс |                           |                                                   |
| Примечание: «Манчестер Юнайтед» проиграл по пенальти со счётом 1:3 и выбыл из турнира Манчестер Юнайтед (до 19): Витек, Хурадо, Фиш, Беннетт, Фернандес, Икбал (Хансен-Орёэн, 83'), Сэвидж, Межбри, Шоретире (Эмеран, 83'), Гарначо, Макнилл |                             |                                                       |                           |                                                   |

### «Манчестер Юнайтед» (до 18 лет)

#### Премьер-лига до 18 лет (Север)
| 14 августа 2021 | Манчестер Сити (до 18)                  | 3:0     | Манчестер Юнайтед (до 18) | Манчестер, Большой Манчестер                    |
| | - Баррингтон 32′ - Луис 35′ - Ндала 77′ | (отчёт) |                           | Стадион: «Академи Стэдиум» Судья: Лиам Корриган |
| Манчестер Юнайтед (до 18): Витек, Хурадо, Джексон, Пай, Марри (Фредриксон, 82'), Мейну, Макаллистер, Шарп (Берри, 77'), Матер, Гарначо, Норкетт (Оганнай, 59') |                                         |         |                           |                                                 |

| 21 августа 2021 | Манчестер Юнайтед (до 18) | 0:5     | Ливерпуль (до 18)                                            | Каррингтон, Большой Манчестер                                |
| |                           | (отчёт) | - Каннонир 11′ 61′ 66′ - Стивенсон 32′ - Маклоклин-Майлз 74′ | Стадион: «Тренировочный центр Траффорда» Судья: Ричард Абсон |
| Манчестер Юнайтед (до 18): Витек, Хурадо, Джексон, Фредриксон (Беннетт, 58'), Пай, Мейну, Матер, Макаллистер (Ойделе, 58'), Шарп, Гарначо (Гор, 67'), Норкетт |                           |         |                                                              |                                                              |

| 28 августа 2021 | Лидс Юнайтед (до 18) | 0:3     | Манчестер Юнайтед (до 18)           | Торп-Арч, Уэст-Йоркшир                  |
| |                      | (отчёт) | - Гор 13′ - Матер 24′ - Мейну 90+7′ | Стадион: «Торп Арч» Судья: Гарет Дейвис |
| Манчестер Юнайтед (до 18): Ханбери, Хурадо, Беннетт (Алджофри, 76'), Фредриксон, Марри, Гор (Нолан, 76'), Макаллистер, Мейну, Эннис (Ойделе, 56'), Матер, Норкетт |                      |         |                                     |                                         |

| 25 сентября 2021 | Манчестер Юнайтед (до 18)                      | 4:2     | Сток Сити (до 18)       | Каррингтон, Большой Манчестер                             |
| | - Хурадо 29′ - Норкетт 38′ 80′ - Гарначо 90+2′ | (отчёт) | Тезгел 20′ (пен.) 90+1′ | Стадион: «Тренировочный центр Траффорда» Судья: Джек Холл |
| Манчестер Юнайтед (до 18): Витек, Хурадо, Камбвала (Беннетт, 61'), Алджофри, Марри, Ойделе, Мейну, Гарначо, Матер, Норкетт |                                                |         |                         |                                                           |

| 2 октября 2021 | Ньюкасл Юнайтед (до 18) | 0:5     | Манчестер Юнайтед (до 18)                    | Ньюкасл-апон-Тайн, Тайн-энд-Уир                       |
| |                         | (отчёт) | - Хьюгилл 5′ 45′ 67′ - Матер 46′ - Марри 89′ | Стадион: «Ньюкасл Юнайтед Академи» Судья: Сэм Парнаби |
| Манчестер Юнайтед (до 18): Витек, Марри, Фредриксон, Камбвала, Хурадо (Ойделе, 20'), Гор, Мейну, Хансен-Орёэн (Оганнейе, 56'), Матер, Гарначо (Норкетт, 56'), Хьюгилл |                         |         |                                              |                                                       |

| 7 октября 2021 | Манчестер Юнайтед (до 18)                    | 3:3     | Мидлсбро (до 18)                         | Каррингтон, Большой Манчестер                                |
| | - Марри 23′ - Норкетт 28′ (пен.) - Мейну 82′ | (отчёт) | - Финч 5′ (пен.) - Уилан 21′ - Стотт 23′ | Стадион: «Тренировочный центр Траффорда» Судья: Алан Беннетт |
| Манчестер Юнайтед (до 18): Хэнбери, Беннетт, Камбвала, Алджофри, Оганнай, Макаллистер, Марри, Ойеделе, Мейну, Шарп, Норкетт |                                              |         |                                          |                                                              |

| 30 октября 2021 | Дерби Каунти (до 18) | 2:2     | Манчестер Юнайтед (до 18)        | Дерби, Дербишир                                          |
| | Диксон 10′ 51′       | (отчёт) | - Норкетт 77′ (пен.) - Эннис 88′ | Стадион: «Дерби Каунти Футбол Академи» Судья: Уэйн Купер |
| Манчестер Юнайтед (до 18): Витек, Оганнай (Нолан, 76'), Беннетт, Фредриксон, Марри, Ойеделе, Форсон (Камбвала, 62'), Гарначо, Матер, Эннис, Норкетт |                      |         |                                  |                                                          |

| 6 ноября 2021 | Ноттингем Форест (до 18) | 0:2     | Манчестер Юнайтед (до 18) | Ноттингем, Ноттингемшир             |
| |                          | (отчёт) | - Норкетт 32′ - Матер 71′ | Стадион: «Ноттингем Форест Академи» |
| Манчестер Юнайтед (до 18): Витек, Оганнай, Алджофри, Фредриксон, Марри, Ойеделе, Гор, Матер, Форсон (Берри, 90+4'), Мурхаус (Нолан, 78'), Норкетт |                          |         |                           |                                     |

| 20 ноября 2021 | Бернли (до 18)               | 2:2     | Манчестер Юнайтед (до 18)   | Бернли, Ланкашир                                             |
| | - Ратчфорд 48′ - Бауресс 89′ | (отчёт) | - Мурхаус 39′ - Норкетт 76′ | Стадион: Тренировочный центр «Барнфилд» Судья: Уильям Кавана |
| Манчестер Юнайтед (до 18): Витек, Оганнай, Алджофри, Фредриксон, Беннетт, Ойеделе, Гор, Эннис, Мурхаус (Мейну, 62'), Матер, Норкетт |                              |         |                             |                                                              |

| 4 декабря 2021 | Эвертон (до 18)                            | 3:0     | Манчестер Юнайтед (до 18) | Хейлвуд, Мерсисайд                           |
| | - Лоуренс 45+2′ - Окоронво 69′ - Шериф 73′ | (отчёт) |                           | Стадион: «Финч Фарм» Судья: Кристофер Портер |
| Манчестер Юнайтед (до 18): Витек, Хурадо, Беннетт (Оганнай, 79'), Фредриксон, Марри, Мурхаус (Алджофри, 63'), Ойеделе, Мейну, Эннис, Матер (Берри, 86'), Норкетт |                                            |         |                           |                                              |

| 22 января 2022 | Манчестер Юнайтед (до 18)                     | 4:2     | Эвертон (до 18)               | Каррингтон, Большой Манчестер                                |
| | - Алджофри 7′ - Гарначо 21′ - Хьюгилл 53′ 67′ | (отчёт) | - Лоуренс 41′ - Окоронкво 51′ | Стадион: «Тренировочный центр Траффорда» Судья: Алан Беннетт |
| Манчестер Юнайтед (до 18): Вустер, Камбвала, Алджофри, Беннетт, Хурадо, Марри (Пай, 63'), Мейну, Гор, Гарначо (Матер, 73'), Хьюгилл, Эннис (Норкетт, 63') |                                               |         |                               |                                                              |

| 5 марта 2022 | Манчестер Юнайтед (до 18) | 1:5     | Манчестер Сити (до 18)                             | Каррингтон, Большой Манчестер                               |
| | Норкетт 7′                | (отчёт) | - О’Райлли 11′ - Боржеш 31′ 45+4′ 79′ - Брекин 74′ | Стадион: «Тренировочный центр Траффорда» Судья: Томас Свифт |
| Манчестер Юнайтед (до 18): Вустер, Камбавала, Алджофри, Джексон, Эннис (Гор, 60'), Марри (Матер, 69'), Хансен-Орёэн, Ойеделе, Хьюгилл (Мейну, 60'), Норкетт, Форсон |                           |         |                                                    |                                                             |

| 12 марта 2022 | Ливерпуль (до 18)                                      | 5:5     | Манчестер Юнайтед (до 18)                          | Керби, Мерсисайд                            |
| | - Джонас 14′ - Блэр 33′ - Кларк 51′ 76′ - Каннонир 63′ | (отчёт) | - Эннис 45+2′ 81′ - Камбвала 69′ - Хьюгилл 70′ 89′ | Стадион: «Академи» Судья: Александер Бекетт |
| Манчестер Юнайтед (до 18): Хэнбери, Оганнай, Камбвала, Беннетт, Пай (Марри, 65'), Мейну, Ойеделе, Эннис, Форсон (Гор, 65'), Хьюгилл, Норкетт (Марри, 70') |                                                        |         |                                                    |                                             |

| 19 марта 2022 | Манчестер Юнайтед (до 18)                  | 4:1     | Лидс Юнайтед (до 18) | Каррингтон, Большой Манчестер                               |
| | - Хьюгилл 10′ - Эннис 28′ 47′ - Форсон 30′ | (отчёт) | Томас 3′             | Стадион: «Тренировочный центр Траффорда» Судья: Марк Райдер |
| Манчестер Юнайтед (до 18): Вустер, Хурадо, Камбвала, Фредриксон, Марри, Ойеделе, Гор, Матер, Мейну (Форсон, 16'), Эннис (Пай, 65'), Хьюгилл (Норкетт, 69') |                                            |         |                      |                                                             |

| 24 марта 2022 | Сандерленд (до 18) | 0:1     | Манчестер Юнайтед (до 18) | Клидон, Тайн-энд-Уир                              |
| |                    | (отчёт) | Эннис 40′                 | Стадион: «Академи оф Лайт» Судья: Кристофер Джойс |
| Манчестер Юнайтед (до 18): Хэнбери, Камбвала, Беннетт, Алджофри, Пай (Марри, 62'), Хурадо, Макаллистер (Керли, 46'), Форсон, Эннис, Норкетт (Лоуренс, 61'), Хьюгилл |                    |         |                           |                                                   |

| 29 марта 2022 | Блэкберн Роверс (до 18)                 | 4:1     | Манчестер Юнайтед (до 18) | Риббл-Вэлли, Ланкашир                           |
| | - Вуд 9′ 73′ - Биниек 71′ - Леонард 85′ | (отчёт) | Хьюгилл 24′               | Стадион: «Брокхолл Виллидж» Судья: Джейкоб Грэм |
| Манчестер Юнайтед (до 18): Вустер, Лоуренс (Макаллистер, 29'), Камбвала (Паркер, 74'), Алджофри, Марри, Хурадо, Эннис, Ойеделе, Керли (Уитли, 61'), Форсон, Хьюгилл |                                         |         |                           |                                                 |

| 2 апреля 2022 | Мидлсбро (до 18) | 1:1     | Манчестер Юнайтед (до 18) | Херуорт, Дарем                                |
| | Мэттьюз 17′      | (отчёт) | Хьюгилл 23′               | Стадион: «Роклифф Парк» Судья: Даррен Уильямс |
| Манчестер Юнайтед (до 18): Витек, Хурадо (Камбвала, 70'), Беннетт, Фредриксон, Марри, Гор, Мейну, Хансен-Орёэн (Ойеделе, 46'), Форсон, Эннис (Матер, 62'), Хьюгилл |                  |         |                           |                                               |

| 5 апреля 2022 | Манчестер Юнайтед (до 18) | 1:1     | Сандерленд (до 18) | Каррингтон, Большой Манчестер                             |
| | Эннис 4′                  | (отчёт) | Уотсон 50′         | Стадион: «Тренировочный центр Траффорда» Судья: Джек Холл |
| Манчестер Юнайтед (до 18): Хэнбери, Хурадо, Камбвала (Хьюгилл, 46'), Алджофри, Пай, Гор, Ойеделе, Эннис (Мейну, 59'), Матер, Форсон (Фредриксон, 59'), Норкетт |                           |         |                    |                                                           |

| 9 апреля 2022 | Сток Сити (до 18)      | 2:3     | Манчестер Юнайтед (до 18)                 | Трент-Вейл, Стаффордшир                 |
| | - Лоу 10′ - Окакбу 16′ | (отчёт) | - Хьюгилл 35′ - Эннис 61′ - Ойеделе 90+1′ | Стадион: «Клейтон Вуд» Судья: Луис Смит |
| Манчестер Юнайтед (до 18): Витек, Хурадо, Беннетт, Алджофри, Пай, Ойеделе, Гор (Марри, 32'), Эннис (Макнилл, 64'), Хьюгилл, Матер, Норкетт (Форсон, 64') |                        |         |                                           |                                         |

| 12 апреля 2022 | Манчестер Юнайтед (до 18) | 2:0     | Вулверхэмптон Уондерерс (до 18) | Каррингтон, Большой Манчестер                               |
| | - Эннис 43′ - Макнилл 47′ | (отчёт) |                                 | Стадион: «Тренировочный центр Траффорда» Судья: Энтони Болл |
| Манчестер Юнайтед (до 18): Хэнбери, Пай, Хурадо, Марри, Алджофри, Ойеделе, Матер, Форсон, Эннис (Хансен-Орёэн, 60'), Хьюгилл (Норкетт, 60'), Макнилл |                           |         |                                 |                                                             |

| 19 апреля 2022 | Манчестер Юнайтед (до 18) | 0:1     | Бернли (до 18) | Олтрингем, Большой Манчестер              |
| |                           | (отчёт) | Маккаллох 24′  | Стадион: «Мосс Лейн» Судья: Луис Гриффитс |
| Манчестер Юнайтед (до 18): Хэнбери, Хурадо, Беннетт, Ойеделе (Гор, 70'), Марри, Хансен-Орёэн, Алджофри, Матер, Форсон, Эннис (Норкетт, 70'), Хьюгилл (Макнилл, 64') |                           |         |                |                                           |

| 23 апреля 2022 | Манчестер Юнайтед (до 18)                                  | 6:0     | Ньюкасл Юнайтед (до 18) | Каррингтон, Большой Манчестер                                |
| | - Форсон 15′ 54′ - Матер 48′ - Хьюгилл 64′ 78′ - Эннис 88′ | (отчёт) |                         | Стадион: «Тренировочный центр Траффорда» Судья: Дэвид Бертон |
| Манчестер Юнайтед (до 18): Вустер, Хурадо, Фредриксон, Алджофри, Пай, Гор, Мейну (Ойеделе, 63'), Форсон (Эннис, 70'), Хансен-Орёэн (Хьюгилл, 62'), Матер, Макнилл |                                                            |         |                         |                                                              |

| 26 апреля 2022 | Манчестер Юнайтед (до 18)         | 2:2     | Блэкберн Роверс (до 18)       | Олтрингем, Большой Манчестер               |
| | - Оганнай 11′ - Форсон 86′ (пен.) | (отчёт) | - Дуру 18′ - Витек 83′ (авт.) | Стадион: «Мосс Лейн» Судья: Мартин Митчелл |
| Манчестер Юнайтед (до 18): Витек, Оганнай (Нолан, 62'), Беннетт, Джексон, Марри, Гор, Мейну, Форсон, Хьюгилл, Гарначо (Берри, 62'), Норкетт |                                   |         |                               |                                            |

| 27 апреля 2022 | Вулверхэмптон Уондерерс (до 18) | 2:2     | Манчестер Юнайтед (до 18) | Вулвергемптон, Уэст-Мидлендс                                   |
| | Фрейзер 49′ 53′                 | (отчёт) | Макнилл 77′ 90+1′         | Стадион: «Сэр Джек Хейуорд Трейнинг Граунд» Судья: Ричард Глей |
| Манчестер Юнайтед (до 18): Вустер, Лоуренс (Нолан, 62'), Хурадо, Алджофри, Пай, Керли, Ойеделе (Коллиер, 76'), Эннис (Берри, 63'), Хансен-Орёэн, Матер, Макнилл |                                 |         |                           |                                                                |

| 30 апреля 2022 | Манчестер Юнайтед (до 18)               | 3:0     | Дерби Каунти (до 18) | Каррингтон, Большой Манчестер                                   |
| | - Норкетт 21′ - Макнилл 65′ - Матер 84′ | (отчёт) |                      | Стадион: «Тренировочный центр Траффорда» Судья: Сет Шихан-Галиа |
| Манчестер Юнайтед (до 18): Вустер, Лоуренс, Алджофри, Джексон, Марри, Мейну, Ойеделе, Норкетт (Матер, 59'), Форсон (Коллиер, 60'), Эннис, Хьюгилл (Макнилл, 59') |                                         |         |                      |                                                                 |

| 14 мая 2022 | Манчестер Юнайтед (до 18) | 1:1 | Ноттингем Форест (до 18) | Каррингтон, Большой Манчестер            |
| | Норкетт 46′               |     | Тейлор 34′               | Стадион: «Тренировочный центр Траффорда» |
| Манчестер Юнайтед (до 18): Вустер, Нолан, Паркер, Алджофри, Пай (Хурадо, 33'), Ойеделе, Коллиер (Гор, 46'), Керли (Матер, 71'), Форсон, Хьюгилл, Норкетт |                           |     |                          |                                          |

##### Турнирная таблица Премьер-лиги до 18 лет (Север)
| № | Клуб                      | И  | В  | Н | П  | МЗ | МП | РМ  | О  |
| - | ------------------------- | -- | -- | - | -- | -- | -- | --- | -- |
| 1 | Манчестер Сити (до 18)    | 26 | 19 | 4 | 3  | 87 | 26 | +61 | 61 |
| 2 | Ливерпуль (до 18)         | 26 | 16 | 3 | 7  | 85 | 45 | +40 | 51 |
| 3 | Манчестер Юнайтед (до 18) | 26 | 11 | 9 | 6  | 58 | 47 | +11 | 42 |
| 4 | Ноттингем Форест (до 18)  | 26 | 12 | 6 | 8  | 36 | 32 | +4  | 42 |
| 5 | Блэкберн Роверс (до 18)   | 26 | 11 | 5 | 10 | 56 | 38 | +18 | 38 |

#### Кубок Премьер-лиги (до 18 лет)
| 18 сентября 2021 | Бирмингем Сити (до 18)     | 2:8     | Манчестер Юнайтед (до 18)                                          | Бирмингем, Уэст-Мидлендс                                          |
| | - Уэйфилд 15′ - Мантон 50′ | (отчёт) | - Матер 13′ - Норкетт 21′ 23′ 89′ - Гарначо 36′ 73′ 75′ - Шарп 81′ | Стадион: Тренировочный центр «Триллион Трофи» Судья: Джек Оллсопп |
| Манчестер Юнайтед (до 18): Ханбери, Хурадо, Беннетт, Фредриксон, Марри, Гор (Камбвала, 70'), Мейну (Алжофри, 76'), Матер, Гарначо, Шарп, Норкетт |                            |         |                                                                    |                                                                   |

| 23 октября 2021 | Манчестер Юнайтед (до 18)                                     | 4:2     | Вулверхэмптон Уондерерс (до 18)    | Каррингтон, Большой Манчестер                                |
| | - Беннетт 21′ - Хансен-Орёэн 33′ - Макнилл 89′ - Ойделе 90+5′ | (отчёт) | - Маклауд 54′ (пен.) - Робертс 86′ | Стадион: «Тренировочный центр Траффорда» Судья: Абид Хуссейн |
| Манчестер Юнайтед (до 18): Ханбери, Беннетт, Камбвала, Алджофри, Марри, Гор (Гиггз, 90+6'), Ойеделе, Эннис, Хансен-Орёэн, Гарначо, Макнилл |                                                               |         |                                    |                                                              |

| 27 января 2022 | Вест Бромвич Альбион (до 18) | 2:0     | Манчестер Юнайтед (до 18) | Уолсолл, Уэст-Мидлендс                             |
| | - Оливер 66′ - Клири 83′     | (отчёт) |                           | Стадион: «Палм Трейнинг Граунд» Судья: Джеймс Ланн |
| Манчестер Юнайтед (до 18): Вустер, Лоуренс (Форсон, 60'), Алджофри, Фредриксон, Марри, Гор, Мейну, Керли (Джексон, 46'), Матер, Норкетт, Эннис (Гарначо, 63') |                              |         |                           |                                                    |

| 12 февраля 2022 | Челси (до 18)                              | 3:2     | Манчестер Юнайтед (до 18)          | Кобем, Суррей                                                |
| | - Статтер 54′ - Мотерсилле 76′ - Томас 78′ | (отчёт) | - Гарначо 23′ - Норкетт 47′ (пен.) | Стадион: «Тренировочный центр Кобхэма» Судья: Дэвид Николсон |
| Манчестер Юнайтед (до 18): Вустер, Хурадо, Беннетт, Мейну, Марри, Ойеделе, Алджофри, Форсон, Гор (Оганай, 83'), Гарначо (Матер, 58'), Норкетт (Макнилл, 69') |                                            |         |                                    |                                                              |

#### Молодёжный кубок Англии
| 13 декабря 2021 3 раунд | Манчестер Юнайтед (до 18)                             | 4:2     | Сканторп Юнайтед (до 18)   | Каррингтон, Большой Манчестер            |
| | - Матер 13′ - Гарначо 26′ - Ойеделе 48′ - Макнилл 53′ | (отчёт) | - Луис 38′ - Робертсон 63′ | Стадион: «Тренировочный центр Траффорда» |
| Манчестер Юнайтед (до 18): Витек, Хурадо, Марри, Фредриксон, Джексон, Ойеделе (Гор, 65'), Гарначо (Эннис, 76'), Мейну, Хансен-Орёэн, Матер, Макнилл (Норкетт, 82') |                                                       |         |                            |                                          |

| 13 января 2022 4 раунд | Рединг (до 18) | 1:3     | Манчестер Юнайтед (до 18)             | Уокингем, Беркшир       |
| | Гривер 82′     | (отчёт) | - Мейну 24′ - Матер 37′ - Макнилл 38′ | Стадион: «Беарвуд Парк» |
| Манчестер Юнайтед (до 18): Витек, Хурадо, Марри, Джексон, Фредриксон, Ойеделе (Пай, 85'), Хансен-Орёэн, Матер, Мейну (Гор, 74'), Гарначо (Эннис, 62'), Макнилл |                |         |                                       |                         |

| 9 февраля 2022 5 раунд | Манчестер Юнайтед (до 18)                                  | 4:1     | Эвертон (до 18) | Каррингтон, Большой Манчестер            |
| | - Макнилл 14′ (пен.) - Мейну 28′ - Матер 65′ - Гарначо 90′ | (отчёт) | Окоронкво 11′   | Стадион: «Тренировочный центр Траффорда» |
| Манчестер Юнайтед (до 18): Витек, Хурадо, Беннетт, Фредриксон, Мейну, Пай (Марри, 61'), Форсон (Ойеделе, 71'), Гор, Матер (Алджофри, 82'), Гарначо, Макнилл |                                                            |         |                 |                                          |

| 26 февраля 2022 1/4 финала | Манчестер Юнайтед (до 18) | 2:1     | Лестер Сити (до 18) | Каррингтон, Большой Манчестер                                  |
| | Гарначо 42′ 88′           | (отчёт) | Попов 29′           | Стадион: «Тренировочный центр Траффорда» Судья: Адам Барраделл |
| Манчестер Юнайтед (до 18): Витек, Хурадо, Беннетт, Фредриксон, Марри, Гор, Хансен-Орёэн (Ойделе, 66'), Мейну, Матер (Норкетт, 66'), Гарначо (Алджофри, 90+1'), Макнилл |                           |         |                     |                                                                |

| 10 марта 2022 Полуфинал | Манчестер Юнайтед (до 18)       | 3:0     | Вулверхэмптон Уондерерс (до 18) | Каррингтон, Большой Манчестер            |
| | - Макнилл 16′ 89′ - Гарначо 59′ | (отчёт) |                                 | Стадион: «Тренировочный центр Траффорда» |
| Манчестер Юнайтед (до 18): Витек, Хурадо, Беннетт, Фредриксон, Марри, Гор, Хансен-Орёэн (Форсон, 90+1'), Мейну, Матер (Ойделе, 63'), Гарначо, Макнилл (Хьюгилл, 90+1') |                                 |         |                                 |                                          |

| 11 мая 2022 Финал | Манчестер Юнайтед (до 18)                | 3:1     | Ноттингем Форест (до 18) | Манчестер                                                 |
| 19:30 BST | - Беннетт 13′ - Гарначо 78′ (пен.) 90+4′ | (отчёт) | Пауэлл 43′               | Стадион: «Олд Траффорд» Зрителей: 67 492 Судья: Джош Смит |
| Манчестер Юнайтед (до 18): Витек, Хурадо, Беннетт, Джексон, Марри, Мейну, Гор, Матер (Алджофри, 86'), Хансен-Орёэн (Ойделе, 64'), Гарначо, Макнилл (Хьюгилл, 64') |                                          |         |                          |                                                           |

## Комментарии
1. ↑  До июня 2021 года выступал за английский клуб «Астон Вилла».
2. ↑  Сумма может вырасти до 42 млн фунтов в виде бонусов.
3. ↑  Сумма может вырасти на 6,85 млн фунтов в виде бонусов.